# Битва при Геттисберге
Би́тва при Ге́ттисберге (англ. Battle of Gettysburg) — самое кровопролитное сражение в ходе Гражданской войны в США, произошедшее 1—3 июля 1863 года в округе Адамс штата Пенсильвания и считающееся переломной точкой в конфликте. Потомакская армия Союза выдержала атаку Северовирджинской армии генерала Ли и нанесла ей урон, который сделал невозможным продолжение Геттисбергской кампании.

## Предыстория

Геттисбергская кампания. Красные — конфедераты, синие — юнионисты

После разгрома Потомакской армии при Чанселорсвилле (30 апреля — 6 мая 1863) генерал Ли получил возможность предпринять повторный поход на север, известный сейчас как Геттисбергская кампания. Его задачей было сорвать планы федеральной армии на лето, ослабить давление на осажденный Виксберг, снять с Вирджинии нагрузку по снабжению армии, а главное, создать угрозу Вашингтону, чтобы склонить его к мирным переговорам. В распоряжении Ли находилась Северовирджинская армия численностью 72 000 человек. Ему противостояла Потомакская армия под командованием Хукера, численностью 92 000 человек.
3 июня первые отряды армии Ли (дивизия Эрли) снялись с позиций у Фредериксберга и начали двигаться на северо-запад. Остальная армия постепенно переместилась в район станции Бренди. Здесь произошло первое столкновение с федеральной армией, известное как Битва у станции Бренди. Кавалерия Стюарта (9500 человек) была внезапно атакована отрядом Плезантона (8000 кавалерии и 3000 пехоты). Это сражение стало крупнейшим кавалерийским сражением войны. Атака Плезантона была отбита, однако она показала, что федеральная кавалерия способна сражаться с южанами на равных.
Северовирджинская армия вошла в долину Шенандоа и ликвидировала федеральный гарнизон в Винчестере (Второе сражение при Винчестере). 15 июня корпус Юэлла перешёл реку Потомак у Уильямспорта, а 24—25 переправились корпуса Лонгстрита и Хилла. Южане вошли в Пенсильванию. Потомакская армия также двигалась на север, прикрывая направление на Вашингтон, и перешла реку Потомак 25—27 июня.
26 июня части дивизии Эрли заняли Геттисберг, преодолев незначительное сопротивление пенсильванского ополчения. На следующее утро южане отправились в округ Йорк. В это время кавалерия Стюарта находилась в окрестностях Вашингтона и тревожила правый фланг федеральной армии. Ли сам отдал приказ Стюарту на этот рейд (так называемый «Рейд Стюарта»), но по неизвестным причинам у Ли и Стюарта были различные понимания этого рейда и в итоге кавалерия Стюарта не смогла активно вести разведку и эффективно прикрывать восточное направление. Именно поэтому появление федеральной армии под Геттисбергом стало для Ли неожиданностью.
В это время сменилось командование Потомакской армии. Генерал Хукер по незначительному поводу написал заявление об отставке, а Линкольн, как раз искавший предлог сменить Хукера, ухватился за этот шанс и 28 июня назначил новым командующим Джорджа Мида, командира V корпуса.
29 июня генерал Ли узнал, что северяне перешли Потомак. Корпус Лонгстрита (и сам Ли) находились в это время западнее Геттисберга у Чамберсберга, дивизия Эрли — восточнее, корпус Юэлла — севернее. Ли сразу же приказал армии сконцентрироваться у Кэштауна, в 13 километрах на запад от Геттисберга. 30 июня бригада Джеймса Петтигрю подошла к Геттисбергу и заметила там части федеральной кавалерии Бьюфорда. Не вступая в бой, Петтигрю отвел бригаду от Кэштауна. Он сообщил об увиденном генералам Хиллу и Хету, но те решили, что Петтигрю столкнулся с пенсильванским ополчением. Приказ генерала Ли запрещал вступать в контакт с противником до полного сосредоточения, но Хилл решил провести разведку боем, чтобы определить, что за силы находятся под Геттисбергом. 1 июля в 5:00 две бригады дивизии Хета отправились к Геттисбергу.

## Силы сторон
В битве под Геттисбергом армия Юга насчитывала 10 дивизий (9 пехотных дивизий и 1 кавалерийская) численностью 75 000 человек, а армия Севера под командованием Джорджа Мида состояла из 20 пехотных дивизий. Всего в армии Севера насчитывалось около 88 000 человек.

## День первый

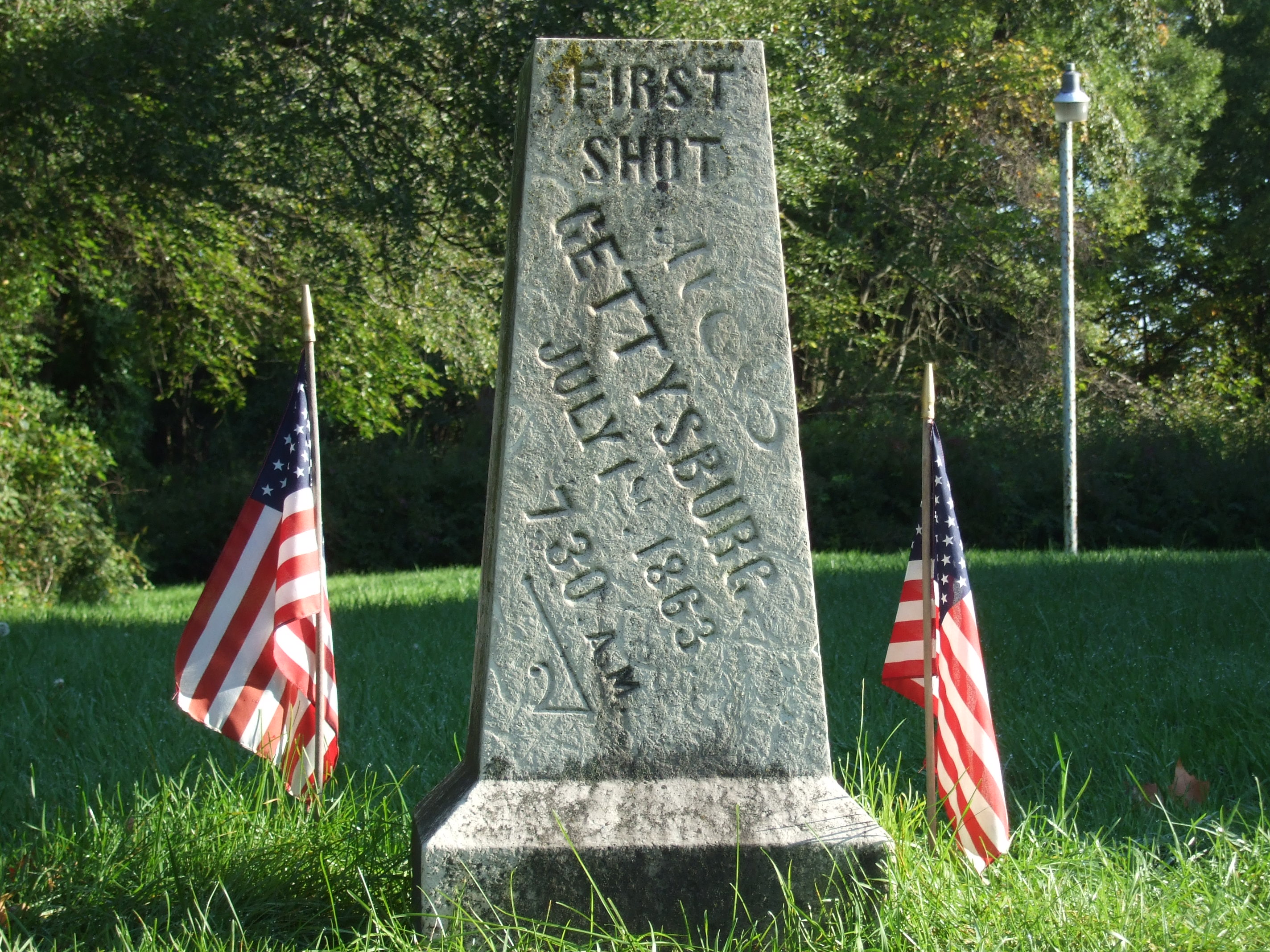
Маркер на месте первого выстрела

На рассвете 1 июля две кавалерийские бригады (Гэмбла и Девина) из дивизии федерального генерала Джона Бьюфорда заняли высоты, находящиеся к западу от Геттисберга. Дальнее охранение обеспечивала пикетная линия, Гэмбл выделил 275 человек для прикрытия западного направления. Пикеты Дэвина прикрывали северное направление. Вторая линия располагалась ближе к Геттисбергу, на хребте Герр-Ридж (Гэмбл поставил там 500 человек), и основная линия — на хребте МакФерсона, где Бьюфорд разместил шесть трехдюймовых орудий.
Утром 1 июля две бригады генерала Северовирджинской армии Генри Хета (бригады Дэвиса и Арчера) двигались на рекогносцировку в сторону Геттисберга. Хет двигался впереди вместе с артиллерийским батальоном Уильяма Пеграма. В 07:30 утра они вступили в столкновение с дальними пикетами противника.

### Встреча Хета и Бьюфорда
Самый дальний пикет Бьюфорда стоял на хребте Нокслин (Knoxlyn Ridge) у кузницы Уистлера. Пикетом командовал сержант Леви Шаффер из 8-го Иллинойсского полка. Он первый заметил клубы пыли на Чамберсбергской дороге и доложил об этом командиру пикетной линии, лейтенанту Марселлусу Джонсу. «Джонс взял у Шаффера карабин Шарпса, оперся на изгородь и сделал первый выстрел в сражении при Геттисберге. Он стрелял с дистанции 700 ярдов и не задел никого». Это произошло примерно в 06:00. Встретив пикеты, южане стали разворачиваться в боевую линию. На это у них ушло полных два часа.

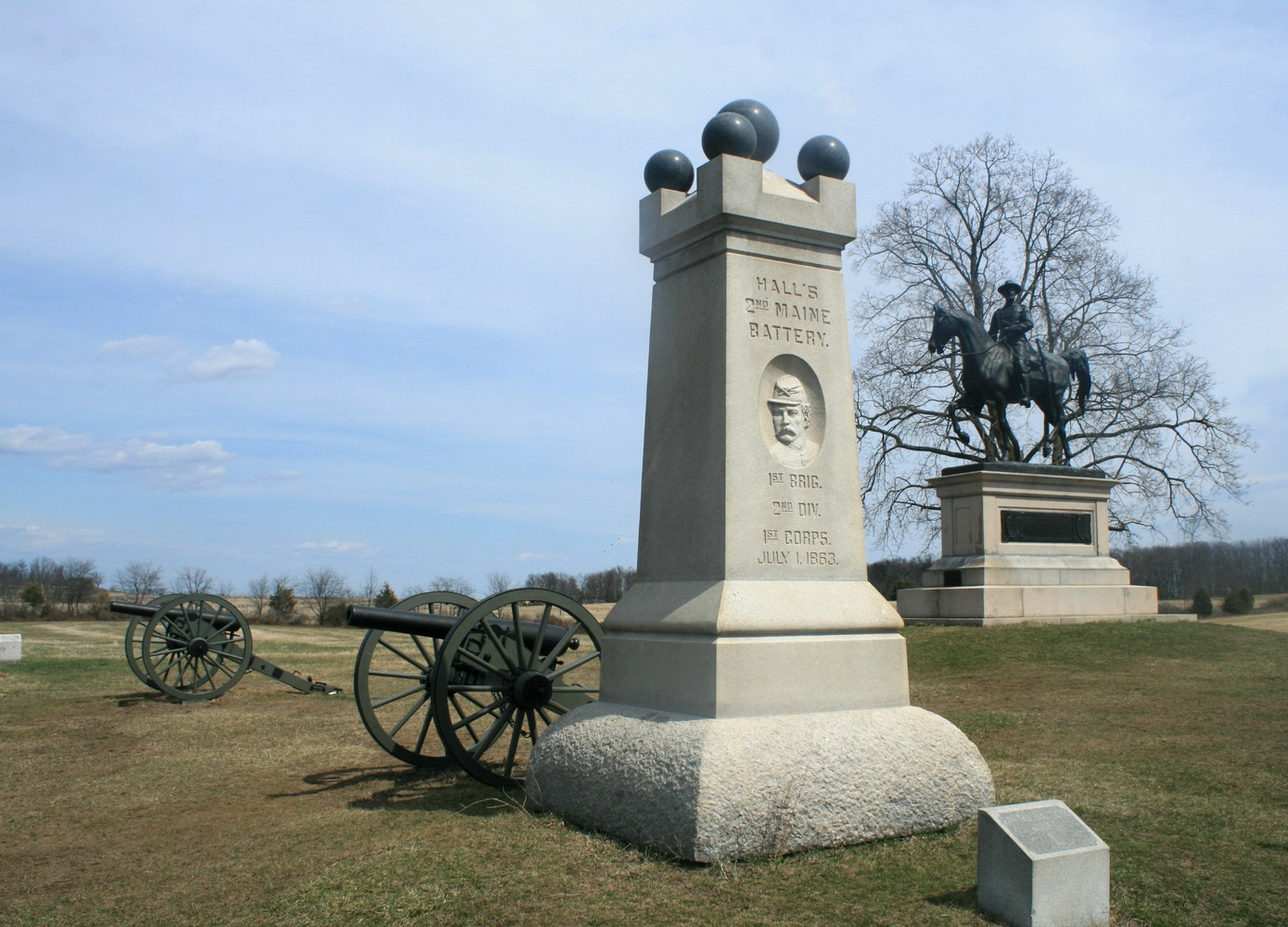
Памятник батарее Холла

Передовые пикеты отступили к Герр-Ридж, присоединились ко второй линии пикетов и этот отряд, теперь численностью около 500 человек, открыл огонь по наступающему противнику и сумел продержаться примерно 45 минут. Когда южанам удалось взять Герр-Ридж, им пришлось задержаться для наведения порядка в своих рядах. Примерно в 09:15 они двинулись дальше — через долину ручья Уиллоуби на хребет МакФерсона. Бригада Гэмбла в это время заняла позиции слева от Чамберсбергской дороги, бригада Дэвина — справа. Бьюфорд наблюдал за происходящим с Семинарского хребта, поднявшись на башню здания находившейся здесь лютеранской семинарии.
Утром 1 июля федеральный генерал Рейнольдс стоял лагерем около Эммитсберга. Он не ожидал сражения в тот день и не спешил двигаться на север. Свернув лагерь, он отправился к Геттисбергу вместе с дивизией Уодсворта, и в трёх милях от Геттисберга встретил вестового от Бьюфорда с новостями о наступлении южан. Рейнольдс помчался в Геттисберг и прибыл туда в то время, когда южане развёртывали свои полки на хребте Херр-Ридж. Обсудив ситуацию с Бьюфордом, Рейнольдс решил принять бой под Геттисбергом. Он так же отправил (ок. 10:00) капитана Уэлда к генералу Миду с сообщением, что враг наступает на Геттисберг, и он намерен сдерживать его в городе сколь возможно долго, но опасается, что южане захватят высоты «на другой стороне города». Считается, что Мид, услышав это, ответил: «Святой Боже! Если враг захватил Геттисберг, мы погибли!».
Вскоре к хребту Макферсона подошли бригады Катлера и Мередита. Лизандер Катлер сразу развернул свою дивизию поперек Чамберсбергской дороги, а «Железная бригада» Мередита шла с отставанием, и успела подняться на хребет в самый последний момент. Полковник Уильям Робинсон, командир 7-го Висконсинского полка в бригаде Мередита, впоследствии писал, что его людям пришлось перейти на бег, чтобы успеть развернуться впереди кавалерии и зарядить ружья.
На позиции Катлера сразу стала наступать бригада генерала-южанина Дэвиса. Позиции Мередита были атакованы бригадой генерала Арчера.
Генерал Рейнольдс успел разместить на позициях 2-ю Мэнскую батарею, находящуюся под командованием капитана Джеймса Холла, и пехотную бригаду Катлера для её прикрытия, но левый фланг Катлера был открыт, а южане Арчера уже наступали через лес Хербст-Вуд. Как только подошёл 2-й Висконсинский полк, первый полк Железной бригады, Рейнольдс сходу послал его в атаку через лес со словами: «Вперёд! Ради Господа, вперёд!» и в этот момент пуля попала ему в шею. Он умер на месте. Некоторые исследователи вопроса считают, что генерала убил снайпер, но большинство уверены, что попадание было случайным. Место убитого немедленно занял генерал-майор Эбнер Даблдей.

### Атака Дэвиса и Арчера

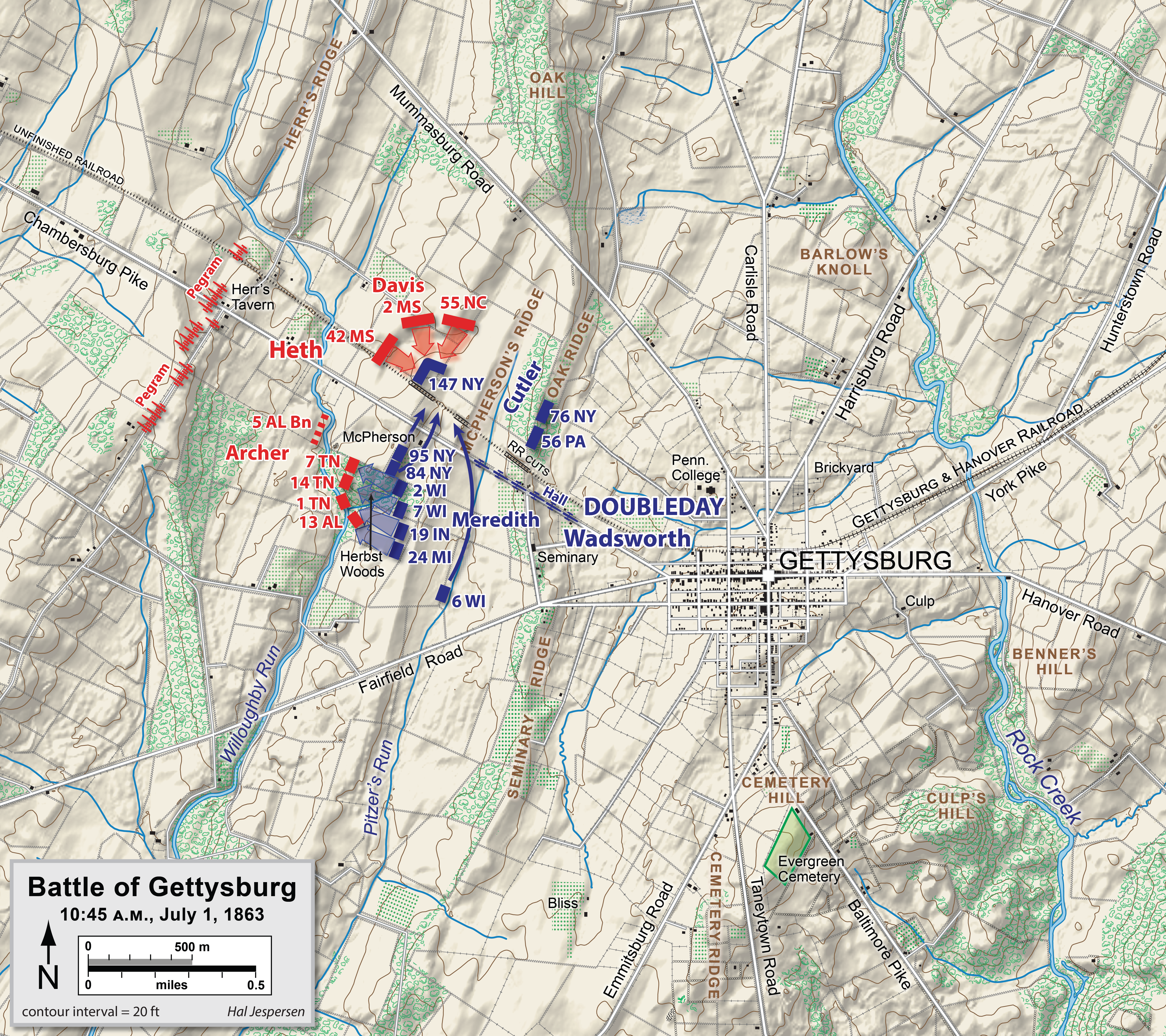
Хребет МакФерсона, 10:45

Положение бригады Катлера было непростым: из его шести полков один (7-й Индианский) был оставлен в тылу, а ещё два полка (95-й Нью-Йоркский и 84-й Нью-Йоркский) были переброшены на левый фланг, так что Катлер остался с тремя полками под атакой конфедеративной бригады Джозефа Дэвиса (так же состоящей из трёх полков). Дэвис сумел обойти позицию своего противника с правого фланга, вследствие чего она стала крайне ненадёжной. По этой причине, генерал-майор Джеймс Уодсворт (командир I дивизии I корпуса), приказал Катлеру отойти с опасной позиции. Подполковник Фрэнсис Миллер был убит пулей в голову сразу после получения приказа и не успел передать приказ полку. В результате 147-й Нью-Йоркский простоял под огнём превосходящего по численности противника более 30 минут и потерял при этом 207 человек из 308 имеющихся в строю. Что касается стрелков Дэвиса, то часть из них направилась к железнодорожному полотну, тогда как другие двинулись в сторону Семинарского хребта. Подобное дробление сил серьёзно уменьшило мощь южного натиска, направленного на высоты.
Тем временем к югу от возвышенности люди бригадного генерала Джеймса Арчера атаковали хребет МакФерсона, ожидая увидеть там кавалерию Бьюфорда, но вместо этого наткнулись на «Железную бригаду» Мередита. При этом фронт бригады Мередита оказался длиннее и они сумели ударить людей Арчера во фланг. Южане дрогнули и стали отступать. В этом сражении генерал Арчер был захвачен в плен. Он находился около позиций 14-го Теннессийского полка, когда на него напал рядовой 2-го Висконсинского полка Патрик Мэлони и взял его в плен. Мэлони был убит в тот же день, но всё-таки получил за своё деяние посмертную Медаль Почёта. Таким образом бригада Арчера первая вступила в бой и стала первой бригадой Конфедерации, уничтоженной в сражении при Геттисберге.
В 11:00 Даблдей послал резервный 6-й Висконсинский полк Руфуса Давеса (Dawes) в северном направлении, для уничтожения дезорганизованных людей Дэвиса. 6-й полк соединился вместе с 95-м и 84-м Нью-Йоркскими, после чего северяне попытались организовать атаку через железнодорожные пути, за которыми нашли себе убежище люди Дэвиса. Канава за путями оказалась слишком глубокой для того, чтобы в ней можно было организовать удобную оборонную позицию. Помимо этого, к конфедератам не приходило никаких приказов от Дэвиса, ибо месторасположение командующего было неизвестно. Натиск северян был столь силен, что вскоре конфедераты были окружены с флангов и начали страдать от сильного анфиладного огня. Часть южан решила сдаться, оставшиеся отступили на Герр-Ридж. В схватке за железнодорожное полотно северяне потеряли 440 людей из изначальных 1184, но сумели отбить людей Дэвиса и не дали им выйти в тыл Железной бригады. В свою очередь конфедераты потеряли 500 людей убитыми и 200 пленными. Всего в стычке участвовал 2891 человек.

### Затишье

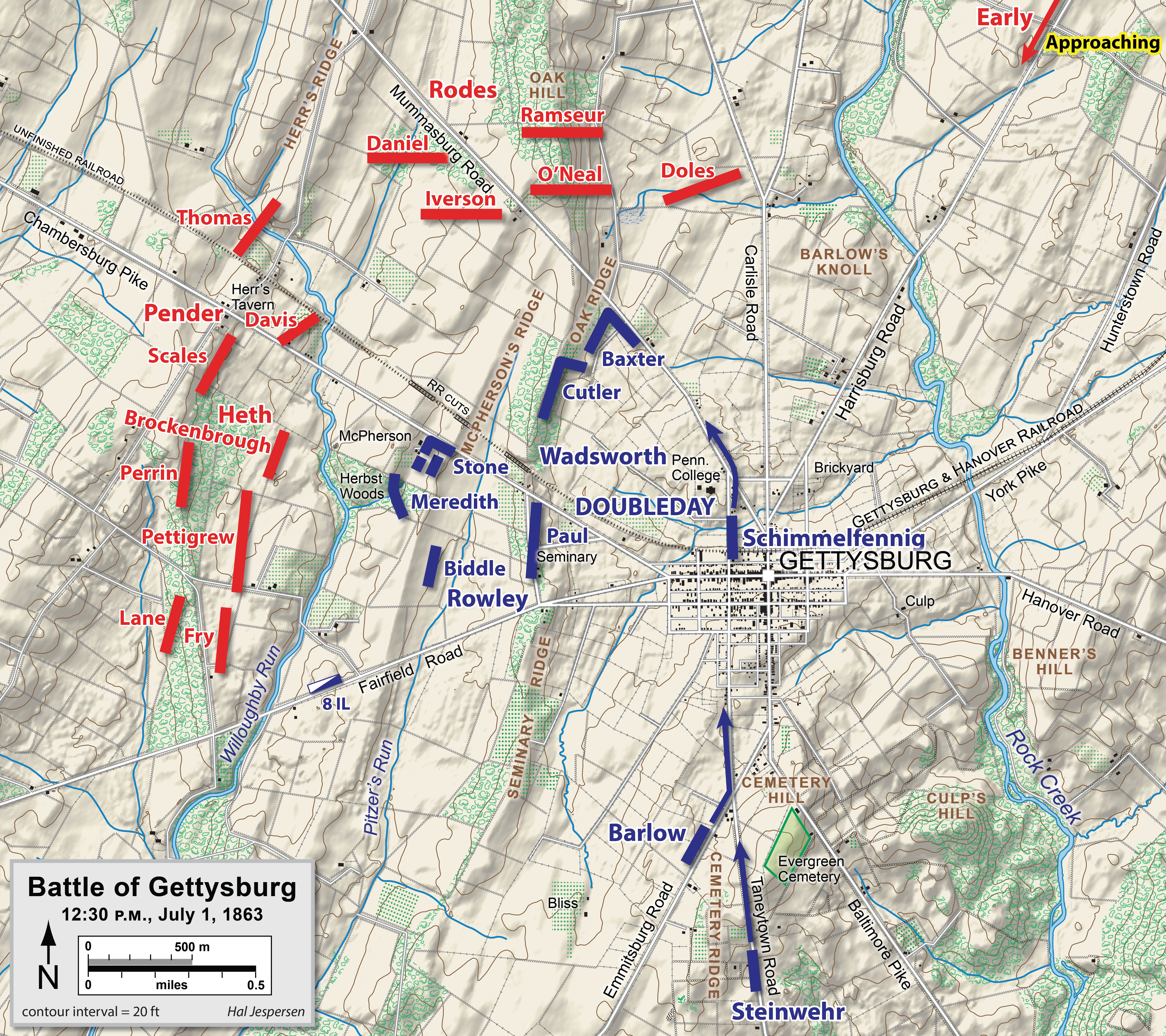
Положение сторон во время затишья (12:30)

В 11:30 в сражении образовалась двухчасовая пауза. Южане не стремились к накаливанию ситуации, поскольку основные силы Северовирджинской армии ещё не сконцентрировались для нанесения решающего удара. Две оставшиеся бригады генерала Петтигрю и полковника Джона Брокенбро прибыли на поле битвы в 12:30. Следом за ними пришла дивизия (4 бригады) генерал-майора Уильяма Пендера. Последняя дивизия генерала Хилла, находящаяся под командованием генерал-майора Ричарда Андерсона пришла на поле боя только к концу дня. На пути к Геттисбергу находились и другие конфедеративные силы. С севера приближалась две дивизии генерал-лейтенанта Юэлла. По Харрисбергской дороге двигались четыре бригады генерала Джубала Эрли. К счастью для северян, обе колонны были вовремя замечены кавалерийскими разведчиками.
Что касается федералов, то те воспользовались передышкой для того, чтобы реорганизовать передовую линию своей обороны и усилить её артиллерийским корпусом полковника Чарльза Уэйнрайта и двумя подразделениями генерала Томаса Роули. Дивизия Уодсворта на хребте МакФерсона была усилена дивизией Робинсона (справа) и дивизией Даблдея (которой теперь командовал Чапман Биддль) слева.
Перед полуднем с южного направления к северянам подошёл XI корпус генерал-майора Оливера Ховарда. Поскольку Рейнольдс к этому моменту был уже убит, Ховард оказался самым высокопоставленным северным офицером на поле боя. Не теряя времени, Ховард запросил помощи у III Корпуса (командующий генерал-майор Дэниель Сиклс) и у XII корпуса Генри Слокама. Между тем Уодсворт сообщил Ховарду, что враг обходит его позиции справа. Ховард оказался в сложной ситуации: если в обход отправлены небольшие силы, то надо атаковать их и разбить, но если эти силы более серьёзны, то надо занимать оборонительную позицию. В итоге решено было наступать, и Ховард отправил две дивизии XI корпуса на север.
III дивизия Ховарда (теперь ей командовал генерал Шиммельфенниг) была отправлена на север, для того чтобы взять позицию на Оак-Ридж, правее позиций I корпуса. I дивизия генерала Фрэнсиса Барлоу разместилась справа от дивизии Шиммельфеннига для того, чтобы поддержать её в случае необходимости. В обеих дивизиях числилось 5 386 человек (Шурц пишет про 6 000). II дивизия генерала Адольфа фон Штайнвера (2 861 чел.) заняла Кладбищенский хребет, а вместе с ней на холме появилось две артиллерийских батареи: 4 гладкоствольных «Наполеона» и 6 трехдюймовых нарезных орудий.
Поскольку дивизия Шиммельфеннига была отброшена от Оак-Хилл, северяне выстроили свою линию обороны на равнине, простиравшейся к северу от города и в восточном основании Оак-Хилл. После полудня, корпус Хилла немедленно возобновил свои атаки против I корпуса, тогда как корпус Юэлла атаковал части I и XI корпусов к северу от Геттисберга.

### Атака Роудса, Хета и Эрли

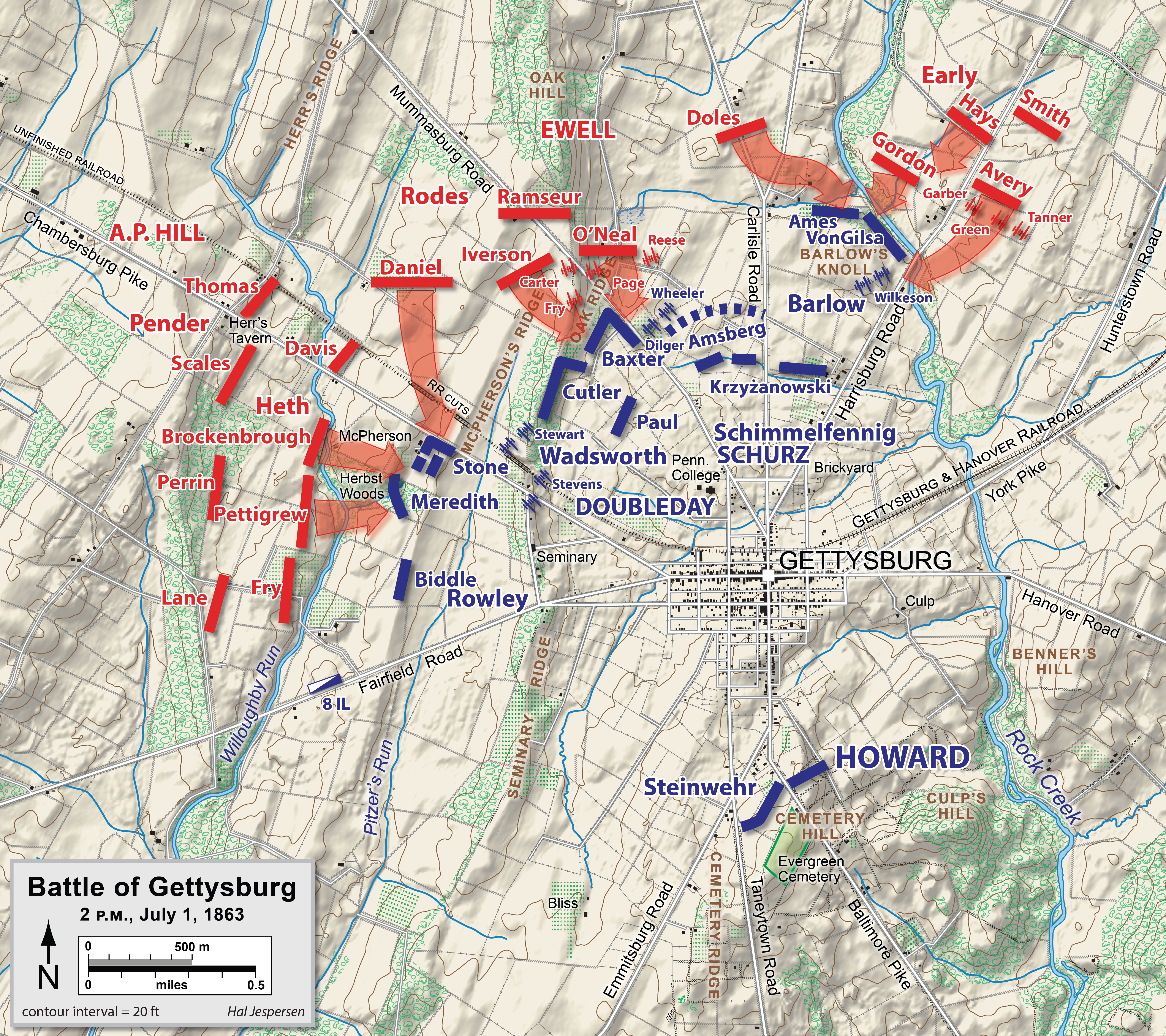
Атака Роудса, Хета и Эрли, 14:00—16:00.

Пока длилось затишье с севера подошла дивизия Роберта Роудса и заняла высоту Оак-Хилл. Сначала он не заметил противника перед своим фронтом, но затем увидел выходящие из города части корпуса Ховарда, которые двигались к подножию Оак-Хилл. Увидев строящиеся части Ховарда, Роудс решил воспользоваться преимуществом позиции и немедленно отправил в южном направлении три бригады: Джорджа Долса, Эдварда О’Нила и Альфреда Айверсона. Их удар был сфокусирован против федеральных войск, которые представляли собой правый фланг I корпуса и левый фланг XI корпуса. О’Нил и Айверсон атаковали ветеранов бригадного генерала Генри Бакстера, которые выстроились в форме буквы V, верхняя часть которой было ориентирована в сторону высот. Южане не скоординировали свои атаки, вследствие чего люди О’Нила были отброшены назад под ураганный огонь северян. Айверсон, в свою очередь, вообще не предпринял никакой предварительной разведки, вследствие чего потерял 800 людей из своих 1350 (по другим данным, Айверсон потерял 758 человек из 1300).
В 14:30 на поле боя прибыл генерал Ли. Незадолго до этого он отправил Юэллу сообщение с просьбой не начинать боя, если силы противника будут достаточно крупными. Однако, сообщение запоздало и пришло в тот момент, когда Роудс уже начал свою атаку. «Теперь было уже поздно избегать сражения, — писал Юэлл в рапорте, — и я решил продолжить атаку ещё энергичнее».
К 15:00 у солдат Бакстера практически закончились боеприпасы и генерал Робинсон заменил их людьми бригады Габриэля Пола. В свою очередь Роудс призвал на выручку бригады генерала Джуниуса Дэниела и Стивена Рамсера. Рамсер первым двинулся на северян, но федералы не дрогнули даже тогда, когда их командир получил пулю, пробившую навылет оба виска (удивительно, но Гэбриэль Пол сумел оправиться после страшной раны и прожил ещё 20 лет). До конца дня, ранения получили ещё три командира этой бригады.
Северокаролинская бригада Джуниуса Дэниела наступала позади Айверсона, но после разворота Айверсона влево она оказалась на его правом фланге. Бригада попала под перекрестный обстрел: с востока по ней вела огонь бригада Катлра, с юга — «Оленехвостая бригада» полковника Рея Стоуна. Даниел разделил свои полки, послав одну часть в атаку на Стоуна, а вторую — в атаку на бригаду Катлера. Первая атака северокаролинцев была отбита с тяжелыми потерями. И только вторая атака, поддержанная бригадой Рамсера слева и бригадой Брокенбро справа, была удачна — северокаролинцы выбили противника с Дубового Хребта.
Атака Хета. Увидев наступающую дивизию Роудса, Хет решил повторить атаку. Однако, генерал Ли, как раз прибывший на поле боя, не разрешил ему это.
Генерал Хет подъехал к Ли. «Роудс», сказал он, «уже вступил в бой. Не стоит ли мне атаковать?»
"Нет, " сказал Ли, понимая, что слишком многим рискует и слишком мало может выиграть, начиная наступление только частью своих войск. «Нет, я не готов к генеральному сражению сегодня. Лонгстрит ещё не пришел».
Однако, когда вслед за Роудсом появилась дивизия Эрли, Ли изменил своё решение и разрешил Хету атаковать. На этот раз Хет послал в бой бригады северокаролинцев генерала Джеймса Петтигрю и вирджинцев генерала Джона Брокенбро.
Бригада Петтигрю была развернута в линию и наступала на позиции Железной Бригады. Охватив левый фланг северян, бригада Петтигрю отбросила их назад после ожесточенного боя. Генерал Мередит получил ранение в голову, после чего на него упала его раненая лошадь, и это поставило точку в его военной карьере. Слева от Железной бригады стояла бригада Чапмана Биддля, но она тоже была обойдена с фланга и почти уничтожена. Справа стояла бригада Стоуна, фронтом на север и запад. Она была атакована одновременно бригадами Брокенбро и Дэниела.
Потери были тяжелы. 26-й северокаролинский полк, 839 человек, крупнейший в армии, потерял за первый день около 212 человек. Его командир, полковник Генри Бургвейн, был смертельно ранен пулей в грудь. К концу трехдневного сражения в полку останется 152 человека — это самый крупный процент потерь в том сражении. 24-й мичиганский федеральный полк потерял 399 человек из 496. Он потерял 9 знаменосцев, а его командир, полковник Генри Морроу, был ранен в голову и попал в плен. 151-й пенсильванский полк потерял 337 человек из 467-ми.
Атака Эрли на правый фланг армии Союза началась 15:30. XI корпус (на тот момент им командовал Карл Шурц) находился на неудачной позиции. У него было всего 4 бригады при слишком широкой линии обороны. Кроме того, дивизия Фрэнсиса Барлоу была выдвинута вперед, на высоту, известную впоследствии как Barlow’s Knoll, где потеряла связь с дивизией Шиммельфеннига и оказалась открыты для удара с нескольких сторон. Однако, это не давало возможности южанам занять высоту и установить на ней свою артиллерию. Важно было то, что все эти дивизии принадлежали к XI корпусу, ещё не пришедшему в себя после разгрома при Чанселорсвилле.

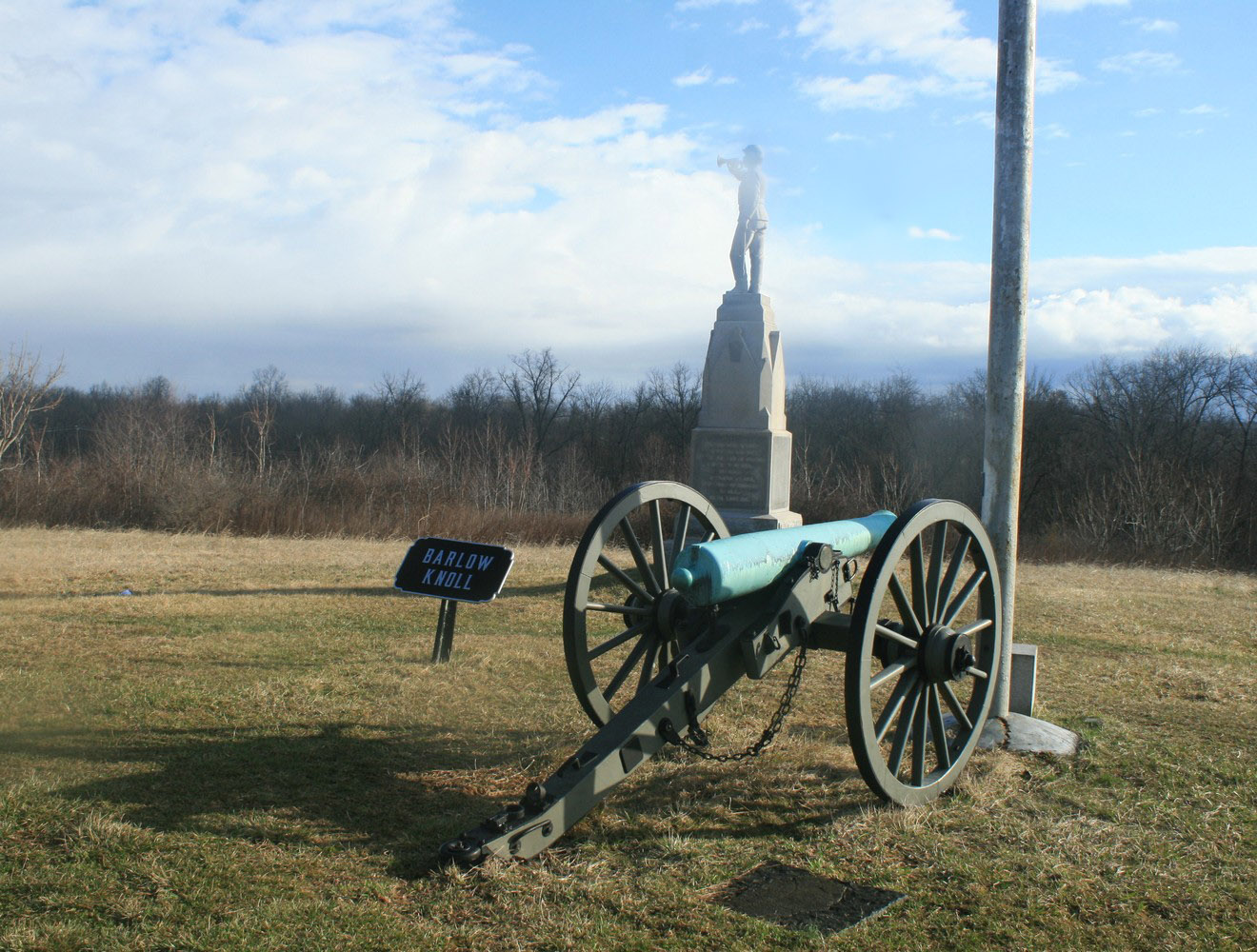
Холм Барлоу, федеральная батарея (2015)

Дивизия Джубала Эрли выдвинулась по Харрисбергской дороге, развернулась в линию длиной в три бригады (1600 метров), которая оказалась вдвое шире, чем оборонительная линия федералов. Проведя артиллерийский обстрел северян, Эрли двинул бригаду джорджианцев Джона Гордона во фронтальную атаку на Барлоус-Нолл. Одновременно атаковала джорджианская бригада Долса из дивизии генерала Роудса. Высоту удерживали 900 человек бригады Леопольда фон Гильзы — той самой бригады, что была обращена в бегство генералом Джексоном при Чанселорсвилле. 54-й и 68-й нью-йоркские полки были отброшены назад. За ними отошёл 153-й пенсильванский полк. Барлоу, пытавшийся удержать войска, был ранен и взят в плен. Другая его бригада, под командованием Эймса, оказалась под ударом Долса и Гордона и тоже стала отходить на юг.
На левом фланге XI-го корпуса удар пришёлся по дивизии Шиммельфеннига. Она уже перенесла перекрестный обстрел батарей Роудса и Эрли, и теперь была атакована пехотой Долса. Бригада Кржижановски не выдержала удара и отступила в город. Отчаянная контратака 157-го нью-йоркского полка из бригады Эймсберга привела к тому, что полк почти попал в окружение и потерял 307 человек, 75 % своего состава. Бригада Эймсберга тоже стала отступать. Таким образом, две конфедеративные бригады сумели разбить 4 бригады XI корпуса, хотя Шурц писал потом в рапорте, что «две его небольшие дивизии были атакованы целым корпусом противника». Во время отступления попал в плен капитан роты «Н» 82-го иллинойсского полка, Эмиль Фрей, будущий президент Швейцарии.
Наблюдающий все это генерал Ховард выдвинул вперед батарею и бригаду Чарльза Костера. Попав под удар Хайса и Эвери, Костер сумел прикрыть отступающие войска, но дорогой ценой — из его 800 человек 313 попало в плен, так же как и два из четырёх орудий батареи.
Оборона XI корпуса была сломлена в 16:00, менее чем за час боя. Корпус потерял 3200 человек, из них 1400 пленными. Это была как раз половина его изначального состава. Бригады Гордона и Долса потеряли около 750 человек.

### Бегство федеральной армии

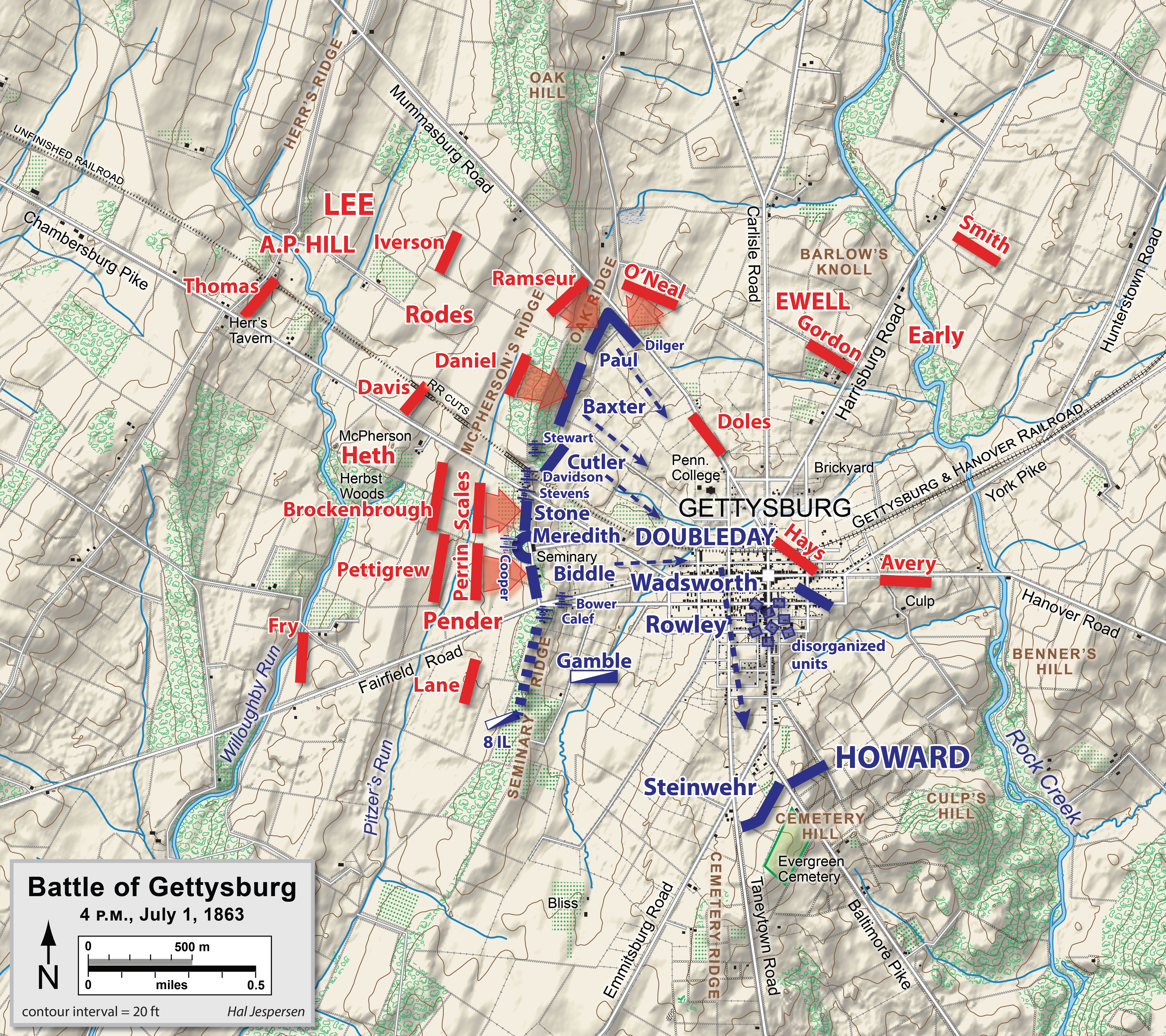
Атака Роудса и Пендера (16:00)

Атака Роудса в 14:00 не удалась, но он задействовал резервную бригаду Рамсера против правого фланга I федерального корпуса и бригаду Долса против левого фланга XI федерального корпуса. Бригада Дэниела возобновила атаку на Дубовый хребет (Oak Ridge). Эта атака Роудса была более успешна, в основном потому, что была согласована с атакой дивизии Эрли.
На западе части Союза отошли к зданию семинарии и окопались полосой в 550 метров длиной. В 16:00 дивизия Уильяма Пендера из корпуса Хилла двинулась сквозь поредевшие линии Хета чтобы прикончить остатки I федерального корпуса. Бригада Альфреда Скейлса на левом фланге атаковала первой. Его пять северокаролинских полков (1400 чел.) были практически уничтожены артиллерийским огнём: 20 орудий встретили их картечным залпом почти в упор, с дистанции 4,6 м. Был ранен сам генерал Скейлз. Командование принял полковник Уильям Лоуренс, который обнаружил, что в бригаде осталось всего 500 человек и один-единственный офицер — подполковник Гордон.
Атаку продолжила южнокаролинская бригада Эбнера Перрина (4 полка, 1500 человек), которые бросились вперед без остановок на стрельбу. Перрин шёл в атаку верхом на коне и чудом остался жив. Бригада вышла к слабому месту федеральных укреплений, 46-метровому зазору между 121-м пенсильванским полком и кавалеристами Гэмбла. Северяне были отброшены и стали отходить к северу. В 16:30 оборона федеральных сил рухнула и XI корпус начал отступать. Даблдей приказал I корпусу отходить на восток, к Кладбищенскому холму.
Порядок отступления федеральных частей до сих пор не очень понятен. Каждый корпус валил вину на соседний. Существует три версии произошедшего. Первая, самая популярная: неудача у Барлоус Нолл вызвала общую дезорганизацию всей линии. Вторая: линия обороны Барлоу и линия защитников семинарии рухнули одновременно. Третья: дивизия Робинсона в центре отступила первой. Генерал Ховард впоследствии сообщил Миду, что его корпус был вынужден отойти только потому, что I корпус отошёл и открыл его фланг. Он обвинял в неудаче Даблдея, что негативно сказалось на карьере последнего.
Для XI корпуса ситуация напоминала его аналогичное отступление при Чанселорсвилле. Под нажимом частей Хайса и Эвери они беспорядочно заполонили улицы города. Никто не управлял отступлением. Некоторые части вели правильный оборонительный бой — например, бригада Костера (дивизия генерала фон Штайнвера из XI корпуса генерала Ховарда). Проблем добавила паника среди гражданского населения Геттисберга. Чтобы не попасть в плен, некоторые солдаты прятались в подвалах и дворах. Генерал Александр Шиммельфенниг спрятался за поленницей на заднем дворе дома семьи Гарлач и просидел там все два дня до конца сражения. Преимуществом XI корпуса было то, что они знали дорогу к Кладбищенскому холму, откуда пришли утром. В то же время солдаты I корпуса, и даже офицеры, в большинстве не знали, где находится кладбище.
Майор Мархолленд (командир 16-го пенсильванского полка) после войны вспоминал: «Наше поражение казалось полным. Наши части растеклись по улицам города в полном беспорядке, преследуемые конфедератами и отступление очень быстро превратилось в бегство, и враг в любую минуту мог захватить Кладбищенский холм…»
Теперь северяне отступали на Кладбищенский холм. Генерал Лонгстрит только что прибыл на поле боя и они с генералом Ли наблюдали за происходящим с Семинарского хребта. Ли не хотел снова бросать в бой всю армию, поэтому приказал генералу Юэллу взять Кладбищенский холм своими силами. Позже в рапорте он написал так: «…сильные позиции противника нельзя было атаковать силами наших четырёх дивизий без риска поставить их, уже ослабленных и утомленных долгим кровопролитным боем, под удар свежих частей противника. Поэтому генералу Юэллу было приказано захватить холм, занятый противником, если он найдет это возможным, но избегать генерального сражения до прибытия остальных дивизий армии, которым мы уже велели поторопиться».
Между тем вечером начали подходить части II корпуса Хэнкока, и прибыл сам Хэнкок, который попытался принять командование армией у Ховарда. В итоге он все же согласился быть вторым и оба генерала пришли к выводу, что сражение надо дать под Геттисбергом. Генерал Шурц в мемуарах приводит такой диалог:
-Хорошо, генерал Ховард, я буду вторым по старшинству, но генерал Мид так же приказал мне выбрать место для сражения за Пайп-Крик, — затем он окинул взглядом местность от Калпс-Хилл до Раунд-Топ и продолжил, — но я думаю, что это сильнейшая позиция из всех, что я видел, так что с вашего согласия я выбираю её для поля боя.

— Я думаю, это очень сильная позиция, генерал Хэнкок, очень сильная позиция.

— Прекрасно, сэр, я выбираю её для сражения.

### Итоги дня
Сражение первого дня является 23-м в списке сражений той войны по количеству задействованных в нём войск. В нём участвовала четверть армии Мида (22 000 человек) и треть армии Ли (27 000 человек). Северяне потеряли 9000 человек, южане — немногим более 6000. Это было сражение авангардов, и генерал Ли ещё не знал, что ввязывается в бой со всей федеральной армией. Южане добились заметного успеха — они отбросили северян за Геттисберг и почти уничтожили I и XI федеральные корпуса; успехи этого дня повлияли на решение генерала Ли атаковать днём 2 июля. Вместе с тем, не успев сконцентрироваться, армия Конфедерации фактически ввязалась в сражение на неудобной местности, не имея информации о силах противника, что в итоге повлияло на исход всего сражения. Джон Мосби писал впоследствии:

Успех первого дня, ввиду неожиданного появления Юэлла, стал несчастьем для армии Юга. Было бы гораздо лучше, если бы Юэлл дал разбить Хета и Хилла. Они поставили конфедератов в положение рыбы, которая проглотила приманку с крючком внутри.
Оригинальный текст (англ.)– The success of the first day, due to the accident of Ewell's arrival on the field when he was not expected, was a misfortune to the Southern army. It would have been far better if Ewell had let Hill and Heth be beaten. They had put the Confederates in the condition of a fish that has swallowed a bait with a hook to it. 
— Col. John S. Mosby's Defense of the Great Cavalry Leader.

## День второй. Борьба за позиции

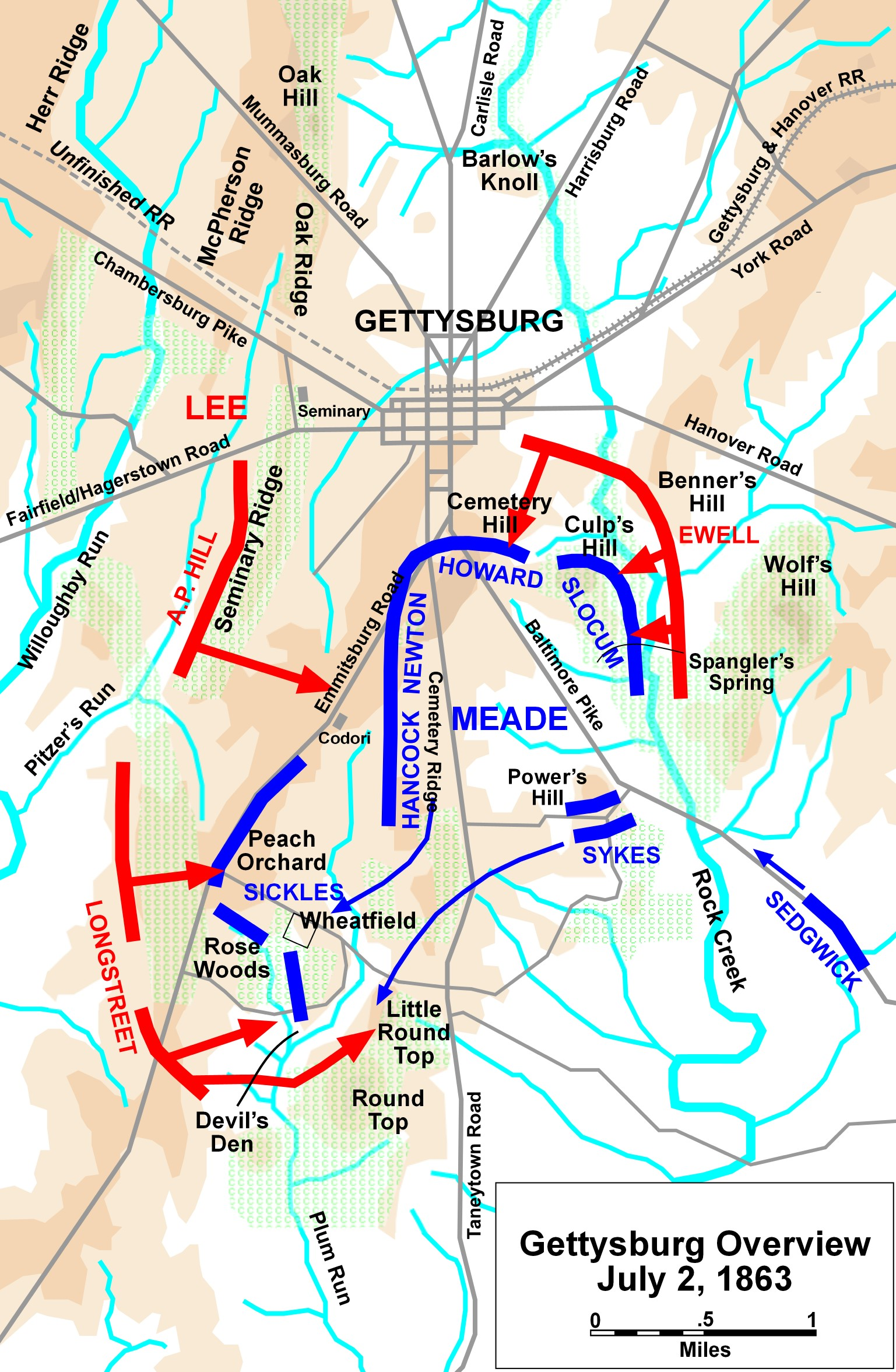

Вечером и утром обе стороны подтягивали силы. Вскоре после 4 часов утра Ли начал изучать позиции противника, обнаружив, что подкрепления ещё не подошли, I и XI корпуса все ещё стоят на Кладбищенском холме, а Кладбищенский хребет никем не занят. Это был выгодный момент для атаки, но корпус Лонгстрита ещё не подошёл. Ли даже задумал перебросить корпус Юэлла на правый фланг и послать его в атаку на пустующий Кладбищенский хребет.
Вскоре появился Лонгстрит. Очевидцы называют разное время его появления, однако Дуглас Фриман полагал, что Лонгстрит пришёл в 05:15 или около этого. Дивизии его корпуса подошли позже: Мак-Лоуз около 06:00, Худ около 07:30. Артиллерия корпуса шла последней и прибыла в 09:00. По поводу задержки Лонгстрита Фриман пишет: «Эта задержка I корпуса сорвала все планы генерала Ли. На рассвете 2 июля федералы имели на позиции только I, XI и XII корпуса, и почти все они защищали Кладбищенский холм и Калпс-Хилл. II корпус начал прибывать в 07:00, III корпус прибыл примерно в то же время и начал занимать позицию на Кладбищенском хребте, а V корпус прибыл около 08:00. До 07:00 федералы имели примерно 20 000 боеспособных солдат, но к 09:00 их число достигло 58 000».
Ли решил, что имеет смысл удлинить свой фронт вправо, разместить артиллерию на высоте у Персикового сада и попробовать атаковать левый фланг противника. Лонгстриту не понравился этот план и он предложил сманеврировать, чтобы оказаться между противником и Вашингтоном. Однако Ли не согласился с ним. Чуть позже Лонгстрит сказал Худу: «Генерал немного нервничает этим утром, он хочет, чтобы я атаковал. Я же не хочу делать этого без Пикетта. Я не привык ходить в бой 'в одном ботинке'».
Северяне закрепились на Кладбищенском холме и Кладбищенском хребте (Cemetery Ridge) «рыболовным крючком». Линии конфедератов расположились параллельно, примерно в 1600 метрах от противника. На левом фланге северян стоял III корпус генерала Дэниеля Сиклса, который занял Персиковый сад и высоту Литтл-Раунд-Топ. Генерал Ли не знал о присутствии III корпуса на этих позициях.
План генерала Ли подразумевал двойной фланговый удар: демонстративную атаку правого крыла северян силами свежей дивизии Джонсона из II корпуса Юэлла и одновременно обход их левого крыла силами дивизий Худа и Мак-Лоуза из I корпуса Лонгстрита. I корпус должен был опрокинуть левый фланг, а дивизия генерала Андерсона из III корпуса Хилла фронтальной атакой довершить дело. Лонгстрит возражал против этого плана, потому что ещё не все части его корпуса прибыли на поле боя, в свою очередь Худ был недоволен приказанием наступать через труднопроходимую лощину, которая называлась «Берлога Дьявола».
Около 09:00 Ли отдал Лонгстриту приказ об атаке и отправился на левый фланг, изучить ситуацию перед корпусом Юэлла. Однако, Лонгстрит бездействовал. В 10:00 Ли отправился на его поиски и в 11:00 обнаружил, что корпус Лонгстрита ещё не готов к атаке. Ли повторил своё требование и около 12:00 Лонгстрит отправил свой корпус на правый фланг. В 14:00 корпус миновал правый фланг дивизии Андерсона, но вскоре вышла ещё одна задержка, связанная с выбором дороги. В итоге, корпус вышел на позицию лишь к 15:30 и смог начать атаку в 16:00 — вместо изначально запланированного времени (09:00).

### Атака левого фланга
Когда III корпус генерала Сиклса прибыл под Геттисберг, Мид приказал ему занять Кладбищенский хребет и примкнуть правым флангом ко II корпусу, а левым опереться на высоту Литтл-Раунд-Топ. Сиклс так и поступил, но затем заметил высоту перед своим фронтом и решил занять её, чтобы не позволить конфедератам разместить там батарею, как это случилось при Чанселорсвилле. Не предупредив Мида, около 15:00, Сиклс занял эту высоту и расположенный на ней персиковый сад. Теперь его позиция образовала выступ, который можно было атаковать с трёх сторон. Кроме того, линия его обороны стала слишком велика для его двух дивизий. Мид пришёл в ярость, узнав про эту самодеятельность, однако было поздно что-либо предпринимать.
Между тем атака Лонгстрита задерживалась. Наступление началось только в 16:00. Выйдя к персиковому саду и Берлоге Дьявола, конфедераты с удивлением обнаружили там III федеральный корпус. Джон Худ предположил, что изменение обстановки требует изменения плана атаки и предложил совершить фланговый обход III корпуса, но Лонгстрит не разрешил ему вносить изменения в план генерала Ли.
Худ начал атаку силами 4-х бригад, построенных в две линии: впереди техасская бригада Жерома Робертсона (слева) и алабамская бригада Эвандера Лоу (справа), за ними джорджианские бригады Андерсона (слева) и Беннинга (справа).
В 16:30 Худ вышел перед строем техасской бригады и крикнул: «Примкните штыки, отважные техасцы! Вперед, возьмем эти высоты!». Было не очень понятно, какие именно высоты он имел в виду, а через несколько минут над головой Худа разорвался снаряд и тяжело ранил его в руку. Его вынесли с поля боя, командование принял Лоу, но управление дивизиями было потеряно. Теперь 1-й техасский полк и 3-й арканзасский полк из бригады Робертсона двигались на Берлогу Дьявола, вместе с ними с юга, через Плум-Ран, Берлогу Дьявола атаковали 44-й и 48-й алабамские полки из бригады Лоу, а 4-й, 47-й, 15-й алабамские и 4-й и 5-й техасские полки шли за Лоу на Литтл-Раунд-Топ.

### Сражение за Берлогу Дьявола

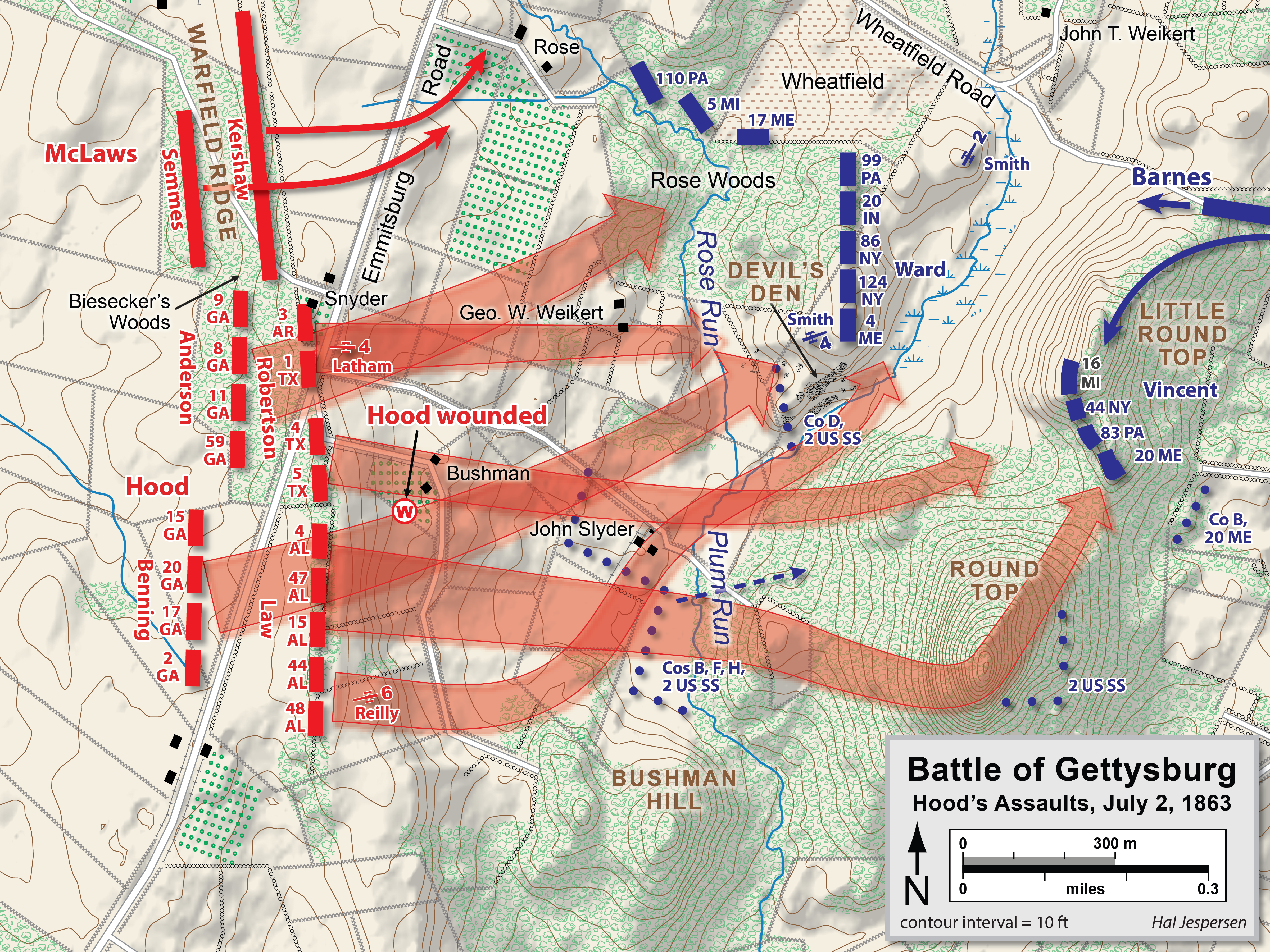
Первая атака дивизии Худа.

«Берлога Дьявола» находилась на левом фланге III федерального корпуса, здесь стояли 6 полков и два отряда снайперов, всего 2200 человек (бригада генерала Уорда из дивизии Дэвида Бирни). Они заняли удобные позиции На хребте Хукс-Ридж, упираясь левым флангом в скалы «Берлоги Дьявола». 3-й арканзасский и 1-й Техасский прошли Роз-Вудс и атаковали Уорда в лоб. Уорд не успел возвести какие-либо укрепления и около часа длилась жестокая перестрелка. За первые 30 минут 20-й Индианский полк потерял половину своего состава и самого командующего. 86-й Нью-Йоркский тоже потерял командира. Ранен был и командир 3-го Арканзасского, а сам полк потерял 182 человека.
Между тем, два отбившихся полка бригады Лоу прошли долину реки Плум-Ран и атаковали бригаду Уорда с юга. Их встретил 4-й Мэнский полк и 124-й Нью-Йоркский (полковник Август Эллис), усиленные 4-й Нью-Йоркской артиллерийской батареей (под командованием Джеймса Смита). Несмотря на тяжелые потери от артиллерийского огня, южане двигались вперёд, и Уорд призвал на помощь 99-й Пенсильванский полк со своего правого фланга. В это время полковник Эллис решил контратаковать. Верхом на коне — несмотря на протесты солдат — он повел свой полк вниз по склону хребта Хукс-Ридж на техасскую бригаду Робертсона. Техасцы встретили их мощным ружейным огнём, и полковник Эллис был убит, а ньюйоркцы отступили, потеряв 183 человека из 283. Как раз на их место прибыл 99-й Пенсильванский полк.

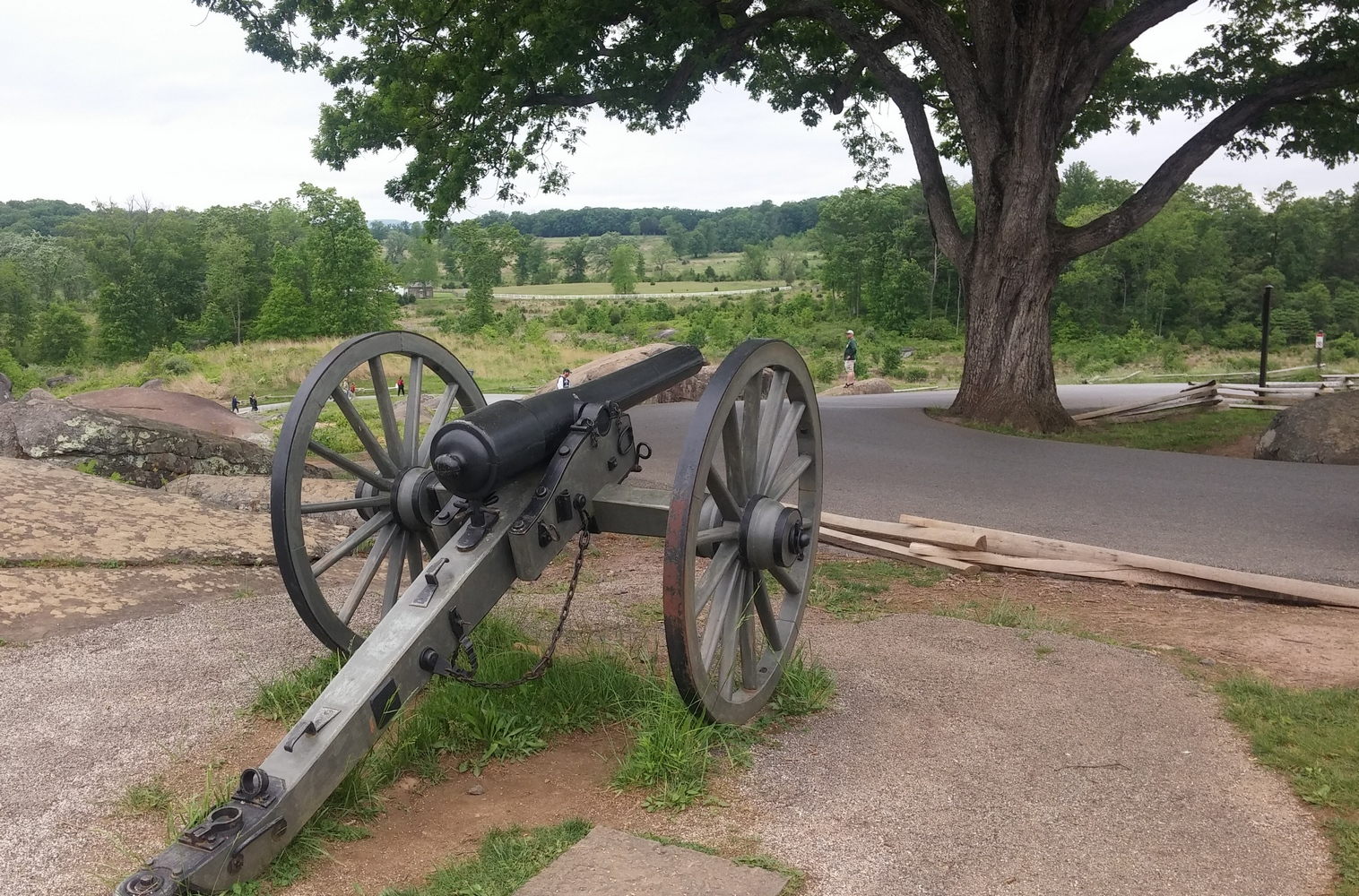
Орудие батареи Смита на хребте Хукс-Ридж

Во второй атаке конфедератов участвовали бригады Генри Беннинга и Джорджа Андерсона. Наступление бригады Андерсона было отбито, а сам генерал ранен в ногу и покинул поле боя. Два полка Беннинга (2-й и 17-й Джорджианские) двинулись через долину ручья Плам-Ран на фланг Уорда. Они выдержали мощный огонь 99-го Пенсильванского и артиллерии с Литтл-Раунд-Топ, но продолжали наступление. Нью-Йоркская батарея оказалась под ударом с трёх сторон, а прикрывающие её пехотные части уже не имели сил защитить её. Атакующие техасцы захватили три 10-фунтовых орудий Паррота, которые впоследствии были использованы конфедератами.
Генерал Бирни отправил 40-й Нью-Йоркский и 6-й Нью-Джерсийский полки прикрыть фланг Уорда, но они столкнулись с наступающими конфедератами, и 40-й начал отступать. Прикрывая его отступление, 6-й Нью-Джерсийский потерял треть своего состава. Уорд был вынужден отступать. Дивизия Худа заняла Берлогу Дьявола и часть хребта Хукс-Ридж. Солдаты Беннинга провели следующие 22 часа в берлоге Дьявола, перестреливаясь с федеральными солдатами на Литтл-Раунд-Топ.
В бою за Берлогу Дьявола части Союза потеряли 821 человека из 2 423 (138 убито, 548 ранено, 135 потеряно). Конфедераты потеряли 1814 из 5525 (329 убито, 1107 ранено, 378 потеряно).

### Сражение за Литтл-Раунд-Топ

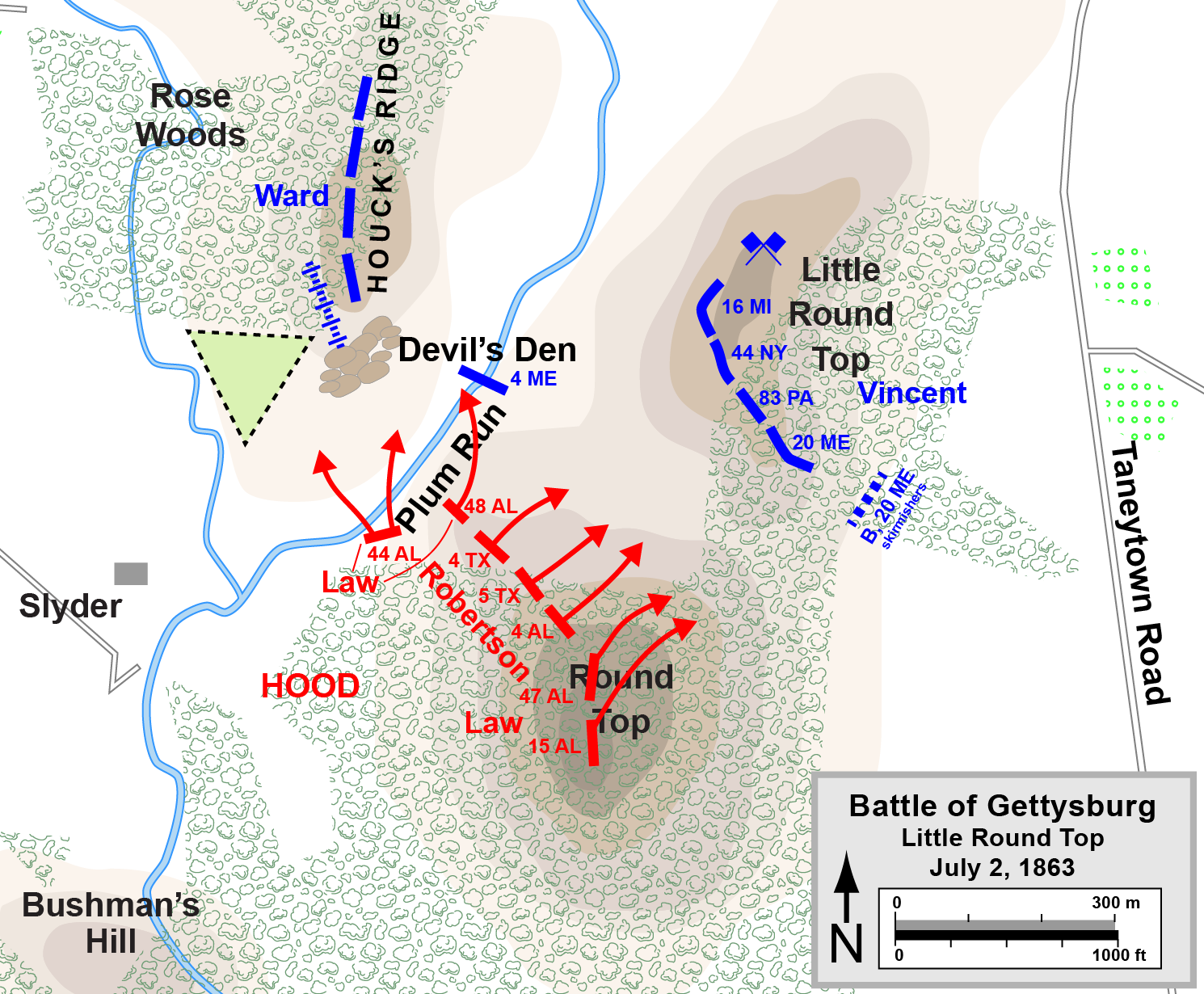
Сражение за Литтл-Раунд-Топ, начало

Узнав, что III корпус выдвинулся к персиковому саду, Мид послал полковника Говернера Уоррена разобраться с ситуацией. Прибыв на Литтл-Раунд-Топ, Уоррен не обнаружил там никаких серьёзных сил, а вдали уже были видны отряды южан. Уоррен распорядился найти хоть какие-нибудь доступные части; ему помог Сайкс, командир V корпуса, который послал на Литтл-Раунд-Топ дивизию Барнса. Но ещё до этого туда самовольно отправил свои 4 полка полковник Стронг Винсент. На западном склоне разместился 16-й Мичиганский полк, слева 44-й Нью-Йоркский и 83-й Пенсильванский, и на левом фланге 20-й Мэнский (385 чел.) под командованием Джошуа Чемберлена. Чемберлен получил приказ держаться любой ценой.
Между тем на высоту наступали три алабамских и два техасских полка из дивизии Худа под командованием Эвандера Лоу. Алабамцы в этот день уже совершили 32-километровый марш и были серьёзно утомлены, их фляги были пусты, а день был жарким. 15-й Алабамский два раза атаковал полк Чемберлена, но 20-й Мэнский выстоял и сам перешёл в штыковую контратаку, которая нанесла серьёзный ущерб 15-му Алабамскому полку. Через 30 лет Чемберлен получил Медаль Почёта за свои действия.
Между тем два техасских полка атаковали 16-й мичиганский полк на правом федеральном фланге. Сам полковник Винсент был ранен и умер 7 июля от этого ранения. Техасцам почти удалось сломить сопротивление мичиганцев, но на помощь тем подошёл 140-й нью-йоркский полк и 4 орудия. 140-й пошёл в атаку и, несмотря на гибель своего командира, сумел отбросить техасцев. Понемногу стали подходить остальные части V корпуса и сражение перетекло в перестрелку.
В итоге высота Литтл-Раунд-Топ осталась в руках северян и на следующий день её орудия вели огонь по врагу во время атаки Пикетта.

### Атака Маклоуза
Лафайет Маклоуз разместил свою дивизию на хребте Уорфилд точно так же, как и Худ: в две линии по две бригады. Бригада Уильяма Барксдейла стояла впереди слева, нацеленная на персиковый сад. Справа — бригада Джозефа Кершоу. За ними стояли бригады: Уильяма Уоффорда слева и Пола Семмеса справа.
По плану Ли дивизии Худа и Маклоуза должны были атаковать одновременно, но Лонгстрит придержал дивизию Маклоуза. В 17:00 Лонгстрит понял, что возможности дивизии Худа исчерпаны, а противник остался на прежних позициях. Он приказал двинуть вперед бригады Кершоу и Барксдейла, чтобы организовать эшелонированную атаку — одна бригада за другой. Этим бригадам предстояло принять участие в двух самых кровавых сражениях того дня: за Уитфилд и Персиковый сад.

#### Сражение за Уитфилд

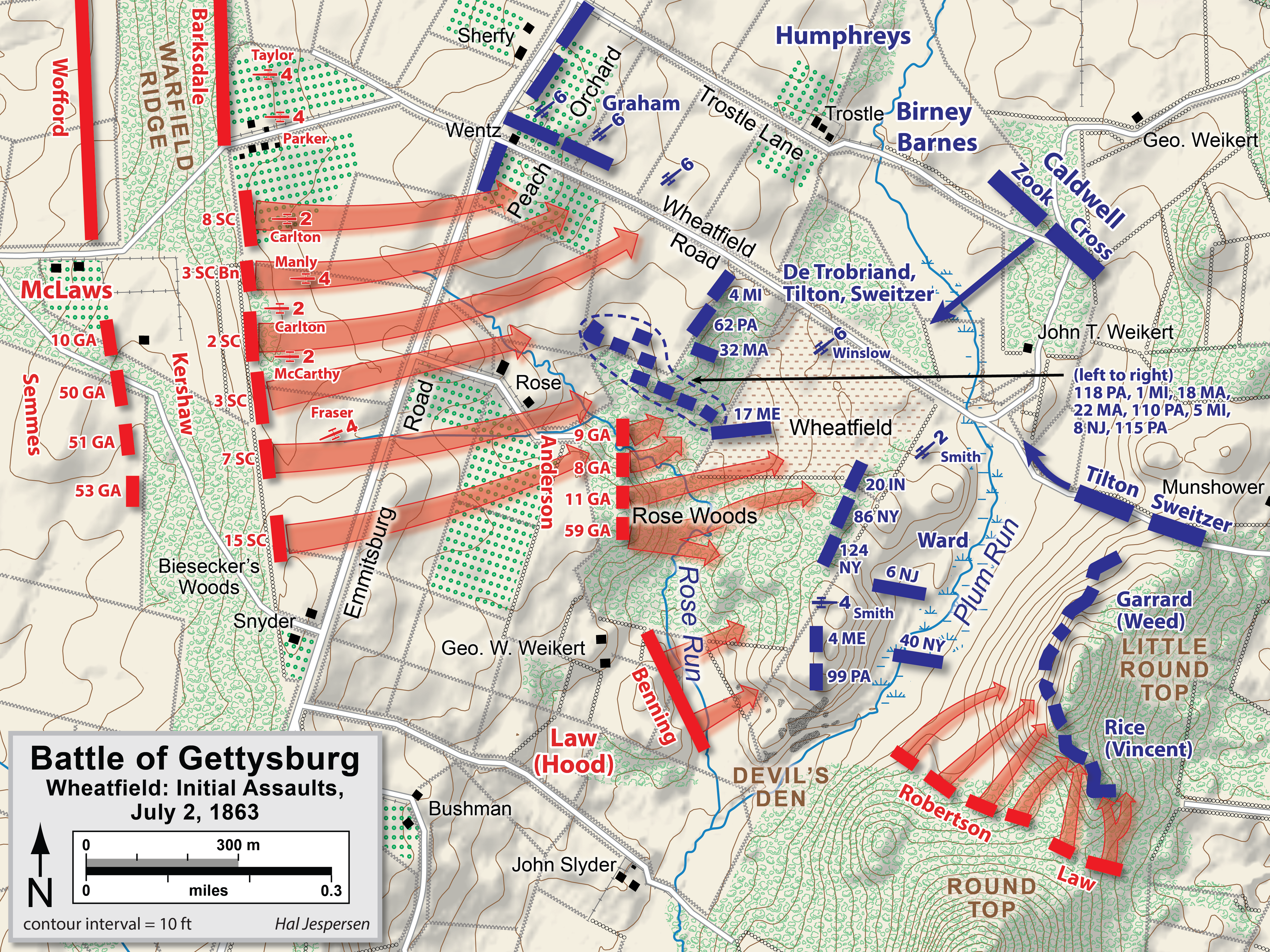
Первая атака южан на Уитфилд

Местность, известная как Уитфилд (англ. Wheatfield, Пшеничное поле) состояла из трёх объектов, находившихся в собственности семьи Джона Роуза: собственно поле в 8 гектаров; лес Роузвуд на его западной окраине; возвышенность, известная как Каменистый холм (Stony Hill) на западе. Восточнее находятся хребет Хука и Берлога Дьявола. 11 бригад сражались здесь около двух часов, участок несколько раз переходил из рук в руки, здесь погибло около 4500 человек с обеих сторон, из-за чего местность стала известна как «Кровавый Уитфилд».
Этот участок находился в центре позиции дивизии генерала Бирни, и его обороняла бригада де Тробриана, её крайний левый 17-й Мэнский полк подполковника Мерилла, занимавший сильную позицию за каменной стеной. Полк был поставлен там в последний момент, чтобы закрыть брешь между позициями де Тробриана и Уорда и не дать обойти фланг Уорда. Когда дивизия Худа начала своё наступление, бригада Джорджа Андерсона атаковала 17-й мэнский полк. Несмотря на отступление соседних частей, 17-й Мэнский удержал позицию при помощи батареи Уинслоу и Андерсон был вынужден отступить. Генерал де Тробриан писал: «Я никогда не видел, чтобы люди сражались с таким упорством».
В 17:30, когда первые полки бригады Кершоу приблизились к ферме Роуз, Каменистый холм был усилен двумя бригадами из дивизии Джеймса Барнса (из V корпуса): бригадами Уильяма Тилтона и Джекоба Швейцера. Бригада Кершоу постаралась оттеснить 17-й Мэнский, но тот снова устоял. Однако Барнс отвел свою дивизию на 300 ярдов к северу на позиции у Уитфилд-Роуд, причём не предупредил об этом генерала Бирни. Это решение поставило точку в военной карьере Барнса, Геттисберг стал последним сражением в его жизни.

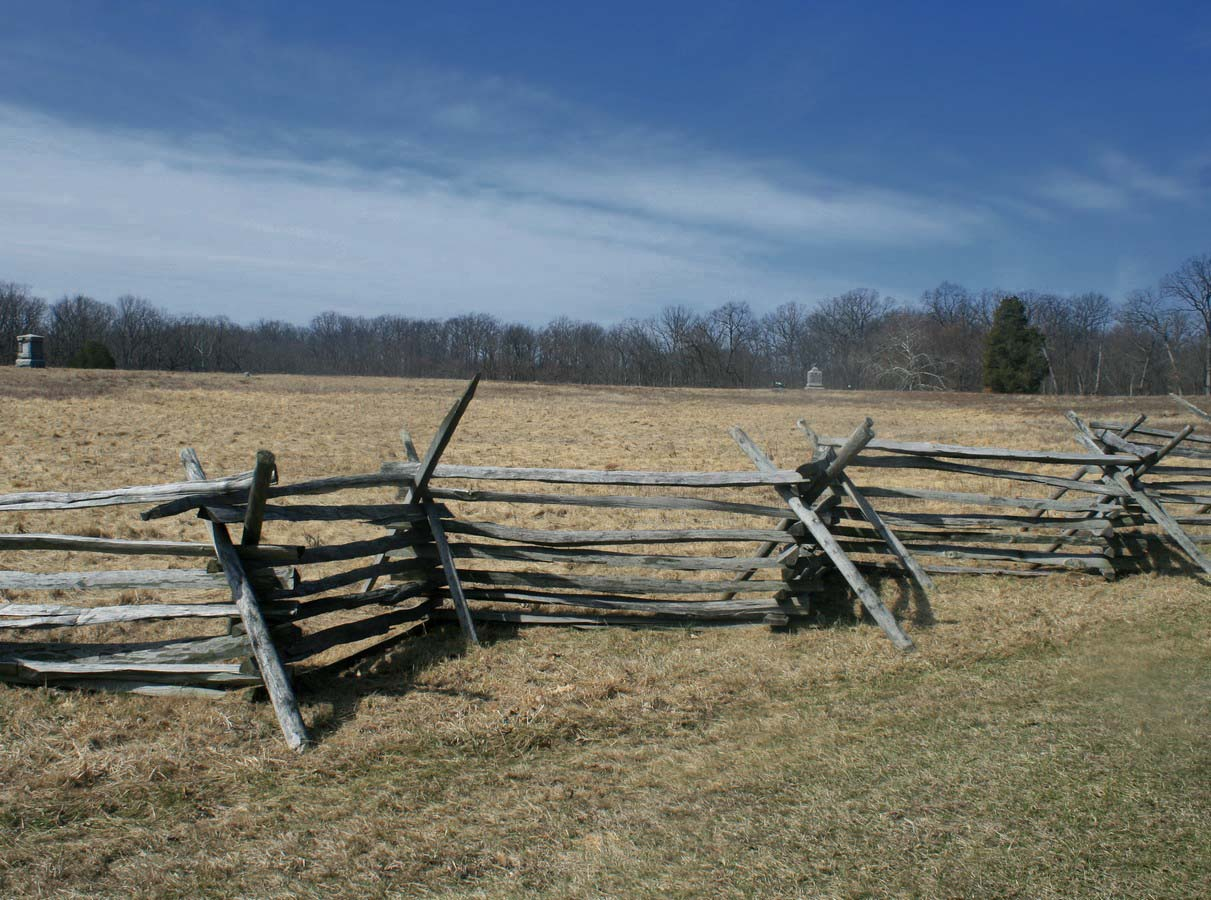
Поле Уитфилд и ограда Уитфилдской дороги (2015)

Из-за отступления Барнса отошёл 17-й Мэнский и вся бригада де Тробриана. Южане заняли Каменистый холм и двинулись на Уитфилд.
Незадолго до полудня Мид осознал всю опасность и приказал Хэнкоку отправить одну дивизию из II корпуса на усиление III корпуса.
Хэнкок отправил дивизию Джона Колдуэлла из своего резерва. Дивизия прибыла примерно в 18:00, она состояла из трёх бригад: Сэмюэля Зука, Патрика Келли (ирландская бригада) и Эдварда Кросса. Ещё одна бригада (Джона Брука) осталась в резерве. Этими силами Колдуэлл предпринял атаку — самую крупную, из тех, что предприняла федеральная армия в том сражении.
Зук и Келли выбили южан с Каменистого холма, а Кросс очистил Уитфилд, отбросив бригаду Кершоу на окраину Роузвуда. Зук и Кросс во время этой атаки были смертельно ранены. Тогда же был смертельно ранен и генерал Семмес (он скончался 10 июля). Когда солдаты Кросса израсходовали все патроны, Колдуэлл приказал Бруку сменить Кросса. В это самое время рухнула федеральная линия обороны у Персикового сада и бригада Уоффорда вышла на Уитфилд-Роуд, заняла Каменистый холм и вышла во фланг федеральных сил на Уитфилде. Бригада Брука покинула Роузвуд в беспорядке. Бригада Швейцера была послана остановить наступление южан и выбила-таки их с поля штыковой атакой. Колдуэлл потом писал:
Я занял позицию, которая была бы неприступна с фронта при условии обеспеченности её флангов. Генерал Эйри двигался вперед на соединение с моим левым флангом но, явившись на свой правый фланг, я обнаружил, что мои части здесь разбиты и бегут в тыл в беспорядке. И как только они побежали, и пока я смог перестроить части, многочисленный противник вышел на мой правый фланг и почти в тыл и вынудил меня отступать, чтобы не попасть в плен. Мои люди отступали под жёстким перекрестным огнём, в основном в хорошем порядке, хотя отчасти и в беспорядке. Я перестроил их за каменной стеной прежде, чем был сменен XII корпусом.

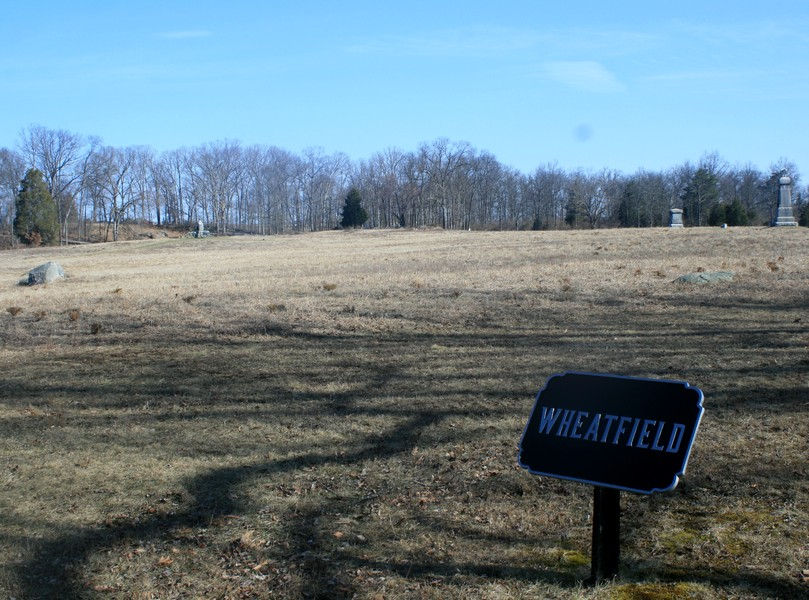
Уитфилд, вид с позиций бригады Андерсона

Между тем, прибыли дополнительные части. Подошла II дивизия Ромейна Эйрса из V корпуса, известная как «регулярная дивизия», поскольку две из трёх её бригад состояли из регулярных частей, а не из добровольцев штатов (волонтерская бригада Стивена Уида уже сражалась на Литтл-Раунд-Топ, так что только регулярные бригады прибыли на Уитфилд). Пересекая Долину Смерти они попали под прицельный огонь снайперов из Берлоги Дьявола. Как только они появились, южане взобрались на Каменистый холм, прошли Роузвуд и ударили во фланг наступающим частям. Те сразу же отступили к Литтл-Раунд-Топ, сохраняя порядок несмотря на потери и преследование. Обе бригады потеряли в этом бою 829 человек из своих 2613.
Эта последняя атака южан через Уитфилд и хребет Хука до Долины Смерти закончилась примерно в 19:30. Бригады Андерсона, Семмеса и Кершоу были серьёзно истощены многочасовым боем и порядки их смешались. Бригада Уоффорда двигалась левее вдоль Уитфилд-Роуд. Они достигли северного склона Литтл-Раунд-Топ, где их встретила контратакой III дивизия Кроуфорда. Впереди шла бригада полковника Уильяма МакКэндлса, она отбросила измотанные части южан назад на Каменистый Холм, однако зашла слишком далеко и Кроуфорд предусмотрительно отвел бригаду назад, на восточную окраину Уитфилда.
Это был последний бой на Уитфилде. На этом участке южане потеряли 1394 человека, северяне — 3215, несмотря на то, что последние вели оборонительный бой. Многие раненые погибли, пересекая реку Плум-Ран. Сражение за поле Уитфилд вошло в историю войны наряду со сражением за кукурузное поле в битве при Энтитеме.

#### Сражение за Персиковый сад

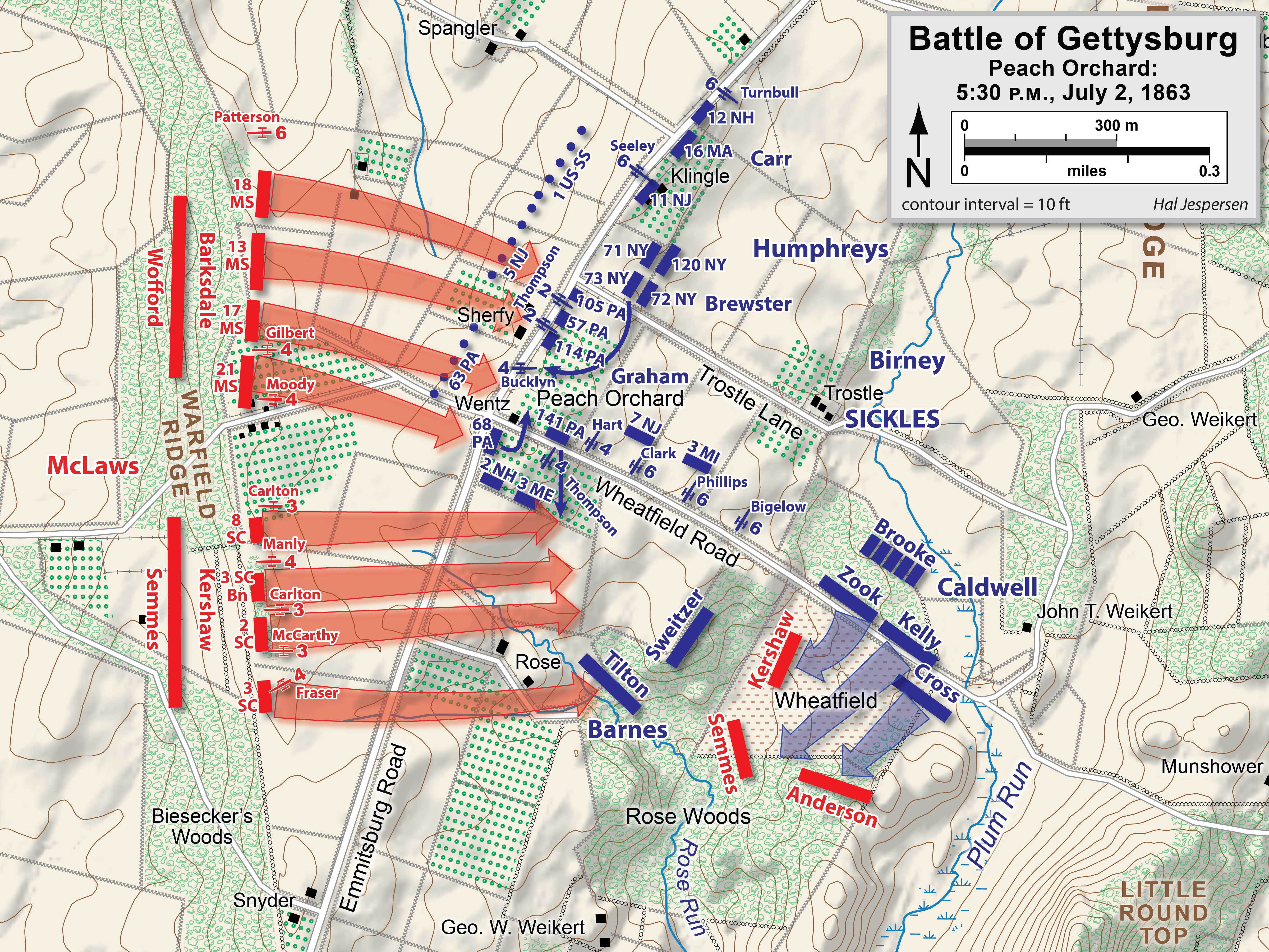
Бой за персиковый сад и контратака Колдуэлла на Уитфилд.

Пока правый фланг бригады Кершоу штурмовал Уитфилд, его левый фланг развернулся для атаки пенсильванской бригады генерала Чарльза Грэма, который стоял на правом фланге дивизии Бирни. Южнокаролинцы попали под оружейный огонь со стороны персикового сада и по ним начали стрелять орудия противника по всей его линии. Неожиданно кто-то неизвестный прокричал команду наступать вправо. Кершоу потом писал: «Сотни храбрейших и лучших людей Каролины пали жертвой этой фатальной ошибки».
Между тем, в атаку на персиковый сад двинулись две левые бригады Маклоуза: бригада Барксдейла с запада и бригада Уоффорда с юга. Генерал Барксдейл возглавил атаку верхом на коне, с саблей в руке. У федеральной дивизии Хэмфриса была только 1000 человек на участке в 460 метров — от персикового сада, вдоль по Эммитсбергской дороге. Некоторые части ещё стояли лицом на юг, в позиции, с которой вели огонь по бригаде Кершоу. Атака бригад Маклоуза пришлась им во фланг. 1600 миссисипцев Барксдейла (13-й, 17-й, 18-й и 21-й полки) смяли федеральную линию обороны и бригада Грэма стала отходить к Кладбищенскому хребту. Под генералом Грэмом было убито две лошади, сам он был ранен осколком снаряда и пулей. Наконец, его взяли в плен солдаты 21-го Миссисипского полка.
Бригада Барксдейла приближалась к штабу Дэниеля Сиклса, поэтому генерал со всем штабом начали перемещаться в тыл. В этот момент пушечное ядро зацепило Сиклсу правую ногу. Его вынесли на носилках: чтобы воодушевить людей, он сидел на них, демонстративно куря сигару (впоследствии он получил за это Медаль Почёта). В тот же вечер его нога была ампутирована и Сиклса отправили в Вашингтон. Генерал Бирни принял командование III корпусом, который в тот день практически перестал существовать (Бирни передал командование остатками своей дивизии генералу Уорду, который передал командование своей бригадой полковнику Хайрему Бердану).

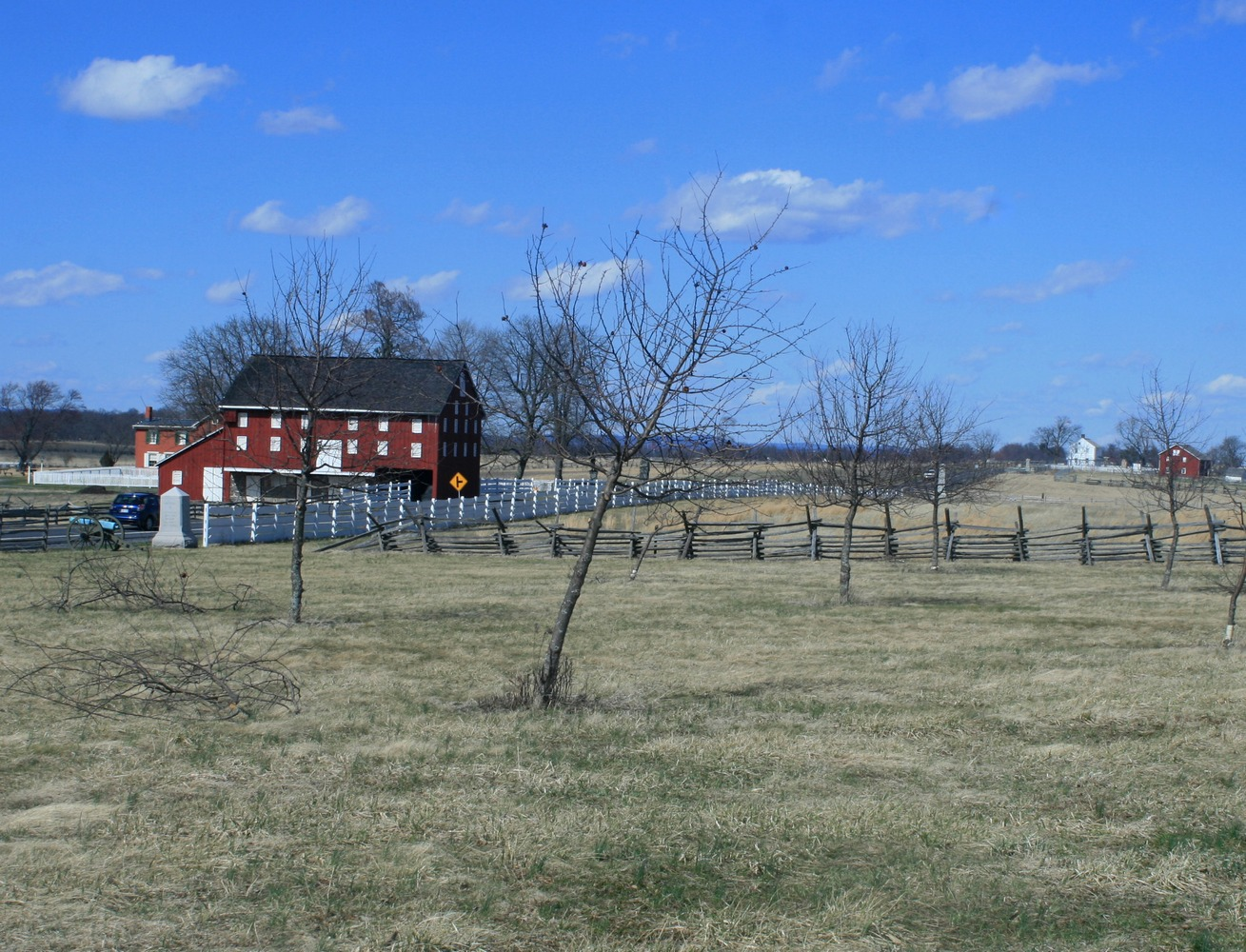
Персиковый сад и амбар фермы Шерфи (2015)

Постоянные атаки пехоты создавали угрозу федеральным батареям в саду и на Уитфилдской дороге, и им пришлось отойти. 6 «Наполеонов» 9-й массачусетской батареи (капитан Джон Бигелоу) на левом фланге линии откатывали орудия, одновременно ведя огонь — при этом отдача орудия помогала тащить его назад. Они отошли к дому Тростла, где им было приказано занять позицию и прикрыть отступающую пехоту, но 21-й Миссисипский полк нагнал их и захватил три орудия.
Между тем, пока миссисипцы Барксдейла наступали на север от Персикового сада, бригада Уоффорда продолжала идти, вперед, на восток, наступая как раз по Уитфилдской дороге. Туда же пошёл 21-й Миссисипский полк, прикрывая Уоффорду левый фланг. Джорджианцы атаковали дивизию Джеймса Барнса (бригады Швейцера и Тилтона), выбив их из леса Тростл-Вудс. Отступление Барнса обнажило фланги дивизии Колдуэлла на Уитфилде, которая тоже начала отступать. Люди Уоффорда вышли к ручью Плам-Ран и встали там за каменной оградой. Однако, противник получал подкрепления и положения Уоффорда стало столь ненадёжным, что Лонгстрит приказал ему отойти назад.
Судьба же федеральной дивизии Хэмфриса была окончательно решена, когда на его фронт и фланг пошла в атаку дивизия Ричарда Андерсона.

### Атака Андерсона

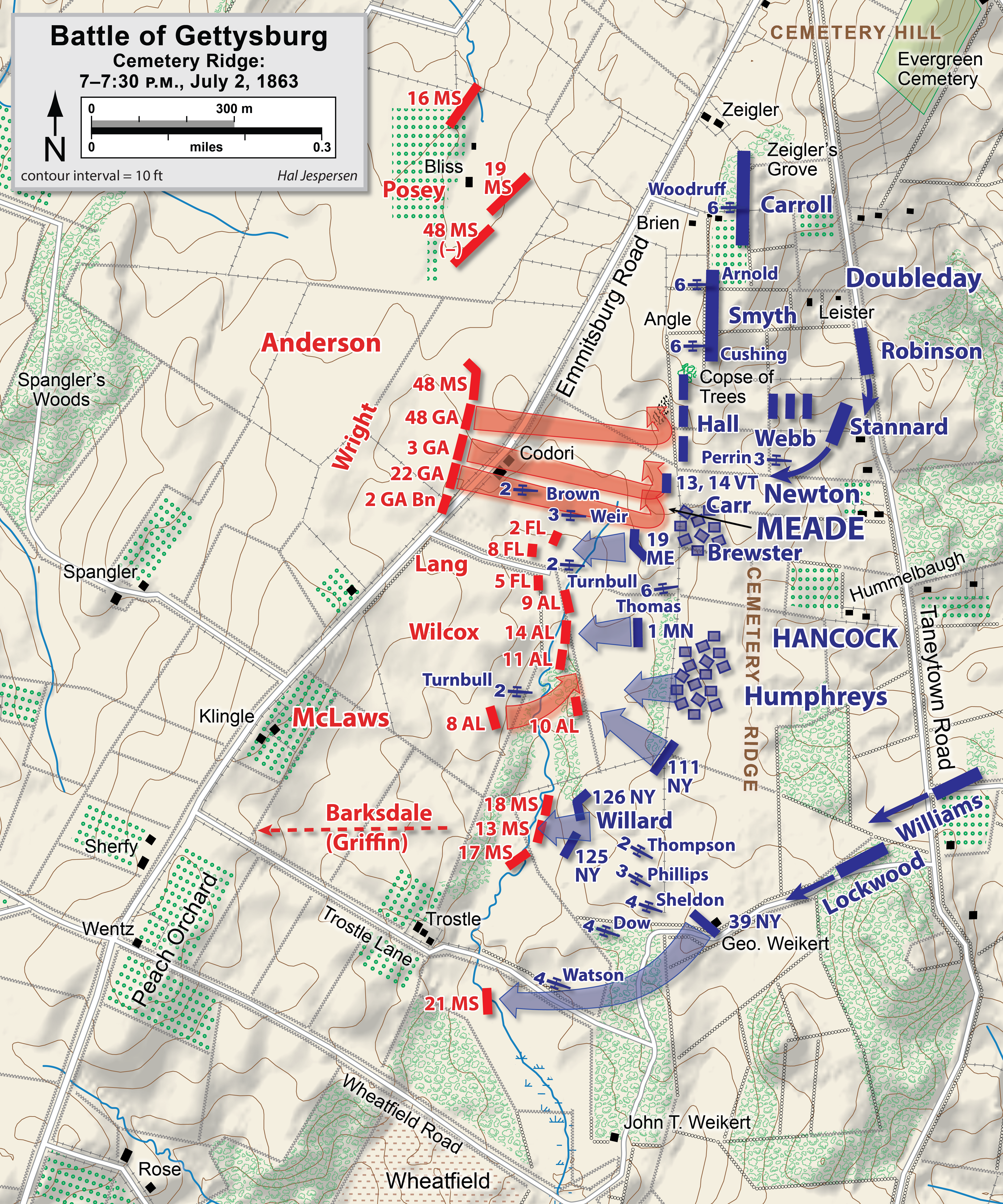
Атака Андерсона на Кладбищенский хребет.

Оставалась ещё дивизия генерал-майора Ричарда Андерсона, из III корпуса Хилла. Он пошёл в наступление примерно в 18:00, фронтом в пять бригад: справа бригада Кадмуса Уилкокса, затем бригада Дэвида Лэнга, Эмброуза Райта, Кэрнота Посей и Уильяма Махоуна.
Бригады Уилкокса и Лэнга атаковали центр и правый фланг линии Хэмфриса, заставив северян отойти с позиций у Эммитсбергской дороги. Этот участок удерживала бригада Джозефа Карра при поддержке двух батарей. Бригада была практически уничтожена, батарея Сиила успела отступить, а батарея Тернбалла была захвачена. Это довершило поражение III федерального корпуса. В том бою Хэмфрис держался мужественно, лично, верхом, командуя дивизией и следя за тем, чтобы та отступала, сохраняя порядок. Впоследствии он написал жене: «Двадцать раз я заставлял своих людей остановиться и развернуться лицом [к противнику]».
На Кладбищенском хребте генералы Мид и Хэнкок старались организовать подкрепления. Мид уже отправил в бой все свои наличные силы, (включая XII корпус, который был занят в бою за Калпс-Хилл) на правый фланг против Лонгстрита, и теперь федеральный центр был серьёзно ослаблен. Там стояли совсем незначительные пехотные части и некоторое количество артиллерии, спасенное от разгрома в Персиковом саду полковником Мак-Джилвери.
Однако, долгий переход с Семинарского хребта дезорганизовал некоторые части армии Конфедерации и офицеры ненадолго приостановили наступление для наведения порядка. Хэнкок отправил нью-йоркскую бригаду полковника Уилларда выбить миссисипскую бригаду Барксдейла с хребта, и тем удалось оттеснить Барксдейла на Эммитсбергскую дорогу. Барксдейл был ранен в колено, так же ядро зацепило ему левую ногу, и, наконец, пуля попала прямо в грудь, сбросив его с лошади. Его солдаты не смогли вынести его с поля боя, он попал в руки федералов и умер в госпитале на следующий день. Полковник Уиллард тоже погиб в этом бою, а артиллерия южан заставила его людей отступить.
Хэнкок отправился на север искать ещё подкреплений, и неожиданно увидел бригаду Уилкокса у подножия хребта. Она шла как раз на самый незащищенный участок обороны. Под рукой у Хэнкока был только 1-й миннесотский полк из бригады Харроу (II дивизия II корпуса), которые охраняли батарею Томаса. Хэнкок показал на флаг Конфедерации и крикнул полковнику Уильяму Колвиллу: «Вперед, полковник, захватите эти знамёна!» 330 миннесотцев бросились в атаку на алабамцев с примкнутыми штыками и задержали их наступление, но дорогой ценой: учитывая их участие в отражении атаки Пикетта на следующий день, они потеряли 67,9 % личного состава. Полк вошёл в историю как понесший самые большие потери за ту войну (если учитывать только атаки полкового масштаба). Удивительно, но несмотря на численное превосходство противника, небольшой полк при поддержке бригады Уилларда, заставил алабамцев отступить. Их отступление вынудило отступить и флоридскую бригаду Лэнга.
В этой атаке, в составе 2-го флоридского полка, участвовал Льюис Пауэлл, впоследствии — организатор покушения на президента Линкольна.
Центральная бригада в линии Андерсона, бригада Эмброуза Райта, разгромила два полка на Эммитсбергской дороге к северу от Кодори Фарм, захватила две батареи и прорвала федеральную линию обороны на участке к югу от «группы деревьев». В этот момент единственными военными на этом участке обороны оказались генерал Мид и его штабные офицеры. Бригада Райта достигла вершины хребта и, возможно, прошла и дальше. Многие историки ставят под сомнение достоверность рапорта Райта, который писал, что прошёл за вершину хребта до самого «дома вдовы Лестера», и только там попал под фланговый удар бригады Джорджа Стеннарда. Другие полагают, что такое было возможно: Райт точно описал скопление федеральных войск на вершине Бэлтимор-Пайк, которые не мог бы видеть, если бы не перешёл Кладбищенский хребет. В пользу Райта говорят и его переговоры с генералом Ли в тот вечер. Возможно, именно действия Райта заставили генерала Ли поверить в то, что его люди смогут взять штурмом Кладбищенский хребет на следующий день. То есть, Ли решил повторить успех Райта более крупными силами и организовал атаку Пикетта 3 июля.
Райт сказал Ли, что не так сложно было взять штурмом Хребет, гораздо сложнее было его удержать. Главное причиной его отступления было отсутствие поддержки. Левее Райта имелись две бригады, но они ему не помогли. Бригада Кэрнота Посей смогла пройти немного и даже не пересекла Эммитсбергскую дорогу, несмотря на требования Райта. Бригада Махоуна вообще не сдвинулась с места. Андерсон прислал Махоуну приказ наступать, но тот отказался. В неудаче наступления отчасти виноват сам Андерсон, который недостаточно активно руководил дивизией.

### Сражение за Калпс-Хилл
Калпс-Хилл был такой же ключевой позицией, как и Литтл-Раунд-Топ. К вечеру 2 июля на этой высоте осталась только одна бригада, однако она находилась на хорошо укреплённых позициях. Генерал Юэлл отправил на штурм холма дивизию Джонсона — бригады Стюарта, Уильямса и Джонса. Атака бригад Уильямса и Джонса была отбита с большими потерями, и только бригада Стюарта сумела занять часть федеральных укреплений на нижнем холме у поля Парди.

### Штурм Кладбищенского холма

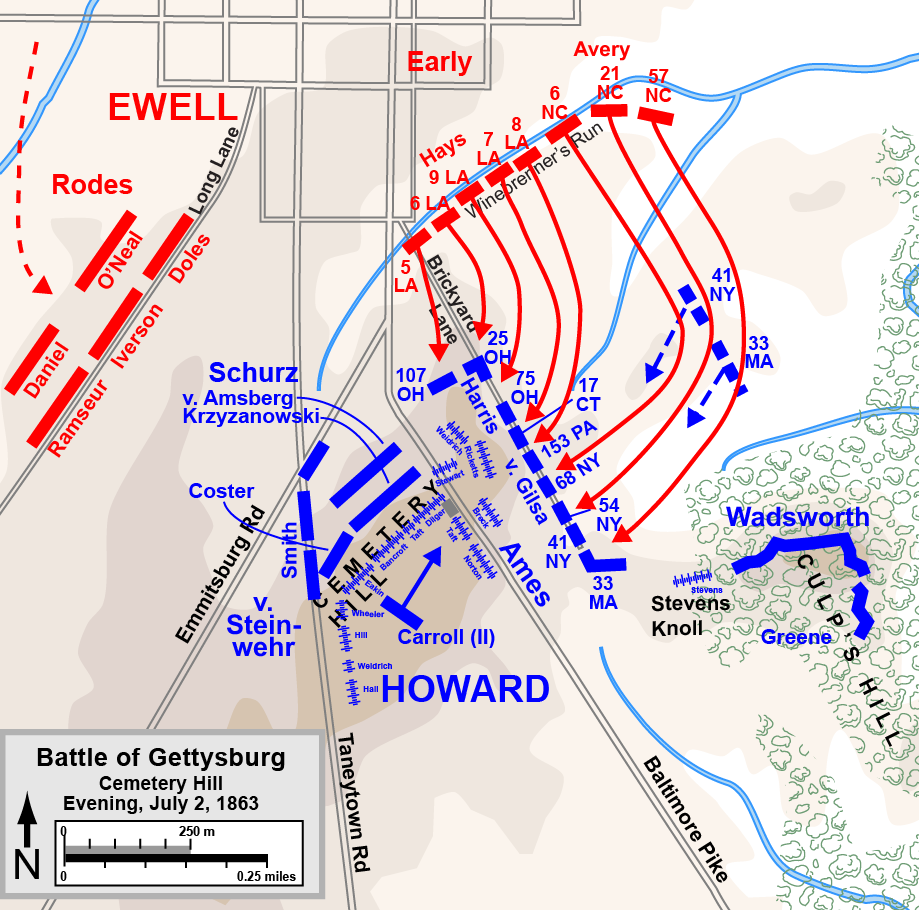
Штурм Кладбищенского холма

В 19:30, почти сразу после начала атаки на Калпс-Хилл, генерал Юэлл направил две бригады из дивизии Джубала Эрли для штурма Кладбищенского холма с востока, а также велел генералу Роудсу подготовить свою дивизию для крупной атаки холма с северо-запада. Из дивизии Эрли были задействованы «луизианские тигры» Гарри Хайса и бригада Исаака Эвери. Бригады построились в линию вдоль Вайнбреннерского ручья. Под командованием Хайса было пять луизианских полков — всего 1200 человек. У Эвери было три северокаролинских полка, 900 человек. Бригада Джона Гордона стояла во второй линии в качестве резерва.
Восточную часть Кладбищенского хребта обороняли две бригады из XI корпуса: бригада Эндрю Харриса и бригада Леопольда фон Гильзы, обе из дивизии Барлоу. Эти бригады сильно пострадали в боях 1-го числа и в них насчитывалось соответственно 650 и 500 человек. Солдаты Харриса стояли за небольшой каменной стенкой на северной стороне холма, и вдоль дороги Брикйард Лэйн (Известна так же как Вайнйард Лэйн или Вайнрайт Авеню). Солдаты фон Гильзы были разбросаны вдоль дороги и частично на холме. 41-й нью-йоркский и 33-й массачусетские полки стояли на Калпс-Мидоу в ожидании атаки дивизии Джонсона. Западнее стояли дивизии фон Штайнвера и Карла Шурца.
Наступление бригад Эрли началось с атаки позиции огайских полков за каменной стеной. Как раз перед этим Эдельберт Эймс (командующий дивизией вместо Барлоу) передвинул 17-й коннектикутский полк с левого фланга в центр, и в его обороне образовалась дыра, чем и воспользовались луизианцы Хайса. Они прорвались за каменную стену и скоро добрались до батарей на вершине холма. Там они встретили артиллеристов капитана Майкла Уайдрича и капитана Брюса Рикетта, и завязалась рукопашная схватка. Майор Сэмюэль Тейт из 6-го северокаролинского полка потом писал: «75 северокаролинцев из 6-го полка и 12 луизианцев из бригады Хайса перебрались через стены и подняли флаги Шестого Северокаролинского и Девятого луизианского у орудий. Уже наступила темнота. Противник сопротивлялся с невиданным ране упорством, однако, действуя штыками, саблями, пистолетами и камнями, мы очистили вершину и заставили орудия замолчать».
Генералы Ховард и Шурц срочно направили на проблемный участок 58-й и 119-й нью-йоркские полки из бригады Кржижановски. Линия Ховарда получилась слишком тонкой, поэтому он запросил помощи у генерала Хэнкока. Тот послал бригаду Сэмюэля Кэрролла. Двигаясь ускоренным маршем, они атаковали через кладбище, как раз в тот момент, когда атака южан уже выдыхалась. Солдаты Кэрролла отбили батарею Рикетта и отбросили северокаролинцев вниз с холма. Отряд Кржижановски отбил батарею Уайдрича и отогнал луизианцев к подножию холма, где они попали под огонь батареи.
Атака холма сорвалась, в основном потому, что в ней приняли участие не все запланированные части. Дивизия Родса не успела подготовиться и начать атаку одновременно с Эрли. Кроме того, Роудс сомневался в успехе ночной атаки укреплённой позиции при отсутствии надёжной связи с дивизиями Эмброуза Хилла на правом фланге. Атака бригады Исаака Эвери прошла не очень организованно из-за того, что её командир был смертельно ранен в первые же минуты боя.

### Итоги дня
На второй день сражения были задействованы большие силы, соответственно и потери в этот день были серьёзнее. Предположительно, южане потеряли 6000 убитыми, ранеными и пропавшими без вести. Армия Союза потеряла примерно 9000 человек. В целом за день, если учесть сражения за Калпс-Хилл и Кладбищенский холм, потери получаются примерно 10 000 у Союза и 6800 у Конфедерации.
Успехи южан на северном участке поля боя оказались незначительны. Бригада Джорджа Стюарта из дивизии генерала Эдварда Джонсона заняла поле Парди. Корпусу Лонгстрита повезло больше: две его дивизии (Худа и Мак-Лоуза, около 14 500 чел.) вели бой с двумя дивизиями корпуса Сиклса (10 000 чел.), дивизией Колдвелла и двумя дивизиями V корпуса (итого 8 бригад против 16-ти) и сумели выбить все 5 дивизий с их позиций. В итоге в этот день войска корпуса Лонгстрита заняли Уитфилд, Персиковый сад и Берлогу Дьявола. Но федеральный фланг у Литтл-Раунд-Топ им обойти не удалось, как и захватить сам холм.

## День третий. Решающий

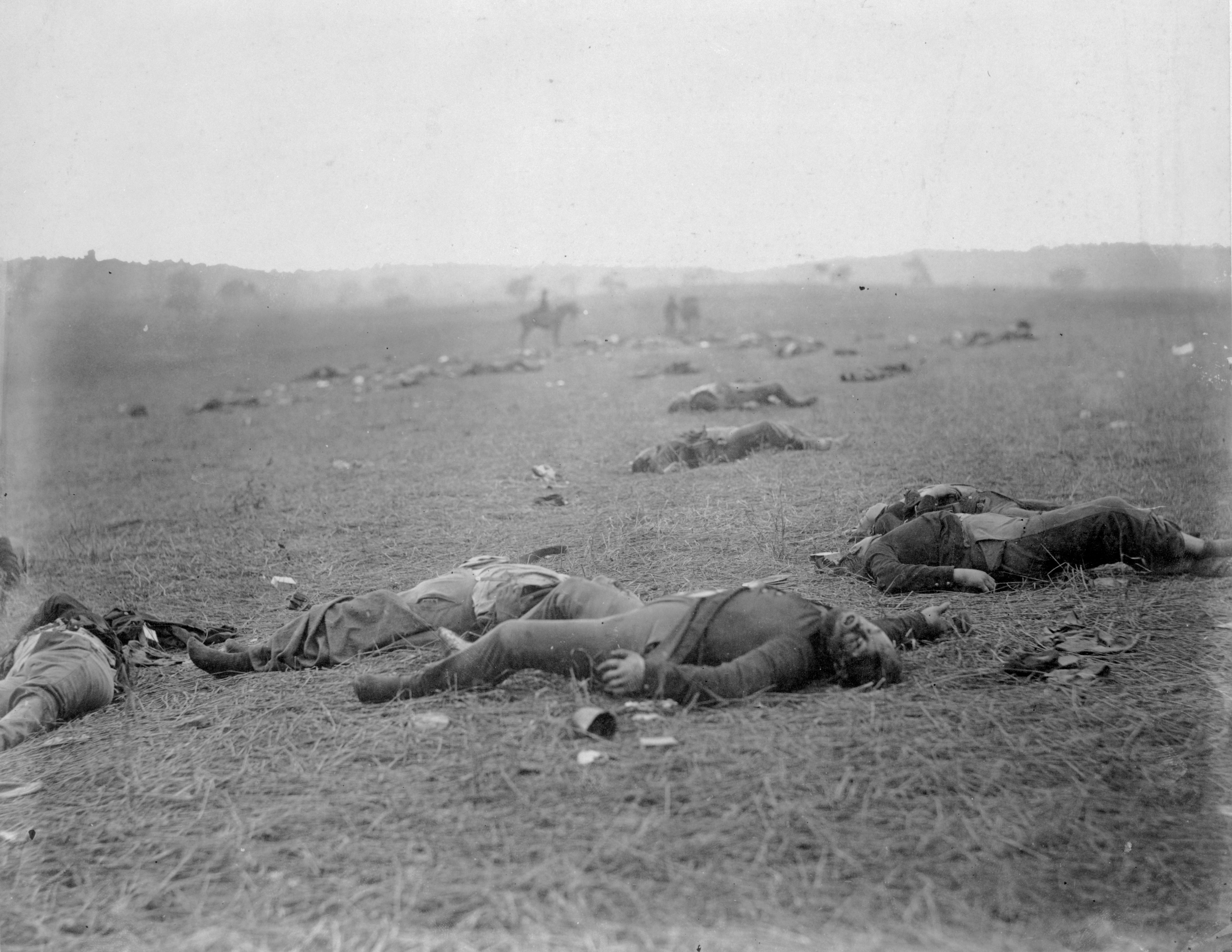
Поле брани

Утром 3 июля генерал Ли оказался перед выбором. Фланговые атаки 2 июля не удались и повторять их смысла не имело. Оставалось либо отступать, либо решиться на фронтальную атаку. Ли решил ещё раз атаковать правый фланг армии Союза на высоте Калпс-Хилл и одновременно атаковать с фронта позиции северян на Кладбищенском холме.

### Сражение за Калпс-Хилл
Калпс-Хилл должен был быть атакован одновременно с Кладбищенским Хребтом, однако боевые действия начались раньше и остановить их не удалось. Дивизия Джонсона пошла в атаку на те же самые укрепления, что и прошлым вечером, и примерно с теми же результатами — атака была отбита с тяжелыми потерями. В свою очередь, федеральная бригада Колгроува из дивизии Альфеуса Уильямса попыталась атаковать фланг дивизии Джонсона, и тоже понесла серьёзные потери. Её атаку отбила бригада генерала Уильяма Смита из дивизии Эрли.

### Атака Пикетта
Переоценив свои возможности, командование Конфедерации предпринимает полномасштабную лобовую атаку правого фланга (холм Калпс-Хилл) и центра укрепившегося неприятеля. Общее руководство было возложено на генерала Лонгстрита. На холме Калпс-Хилл дивизия генерала Эдварда Джонсона была отброшена после ожесточённого боя. Самые драматичные события развернулись южнее. Здесь после мощнейшей артподготовки в атаку на центр федеральных позиций пошли три дивизии южан: Пикетта, Петтигрю и Тримбла — общей численностью примерно 12-15 тысяч человек.
Это наступление получило название «атака Пикетта», в честь командира одной из дивизий и считается «триумфом и трагедией» Конфедерации. Войска южан наступали под палящим солнцем по открытой местности, неся огромные потери сначала от артиллерийского, а по мере приближения к позициям солдат Союза, и ружейного огня северян.
Проявив большое мужество, конфедераты сумели пересечь поле и вплотную приблизились к оборонительной линии противника. Однако, понесенные ими потери оказались настолько велики, что большая часть южан была вынуждена начать отступление. Из всех атакующих войск лишь бригада генерала Армистеда (не более тысячи человек) ворвалась на позиции северян, но тут же подверглась контратаке. В ходе ожесточенного боя южане были разбиты, сам Армистед получил смертельное ранение, остатки его отряда отступили.
«Атака Пикетта» закончилась для конфедератов катастрофой. Менее чем за час из солдат трёх дивизий, принявших участие в наступлении, южане потеряли 6555 человек, то есть примерно половину. Столь высокие потери свидетельствуют о высоком боевом духе армии конфедератов, которые сделали все возможное, чтобы выполнить данный им приказ. С другой стороны, эти потери показывают, что данное наступление было явной ошибкой генерала Ли, неправильно оценившего ситуацию и поставившего перед своими войсками невыполнимую задачу. При отражении «Атаки Пикетта» северяне потеряли около полутора тысяч человек

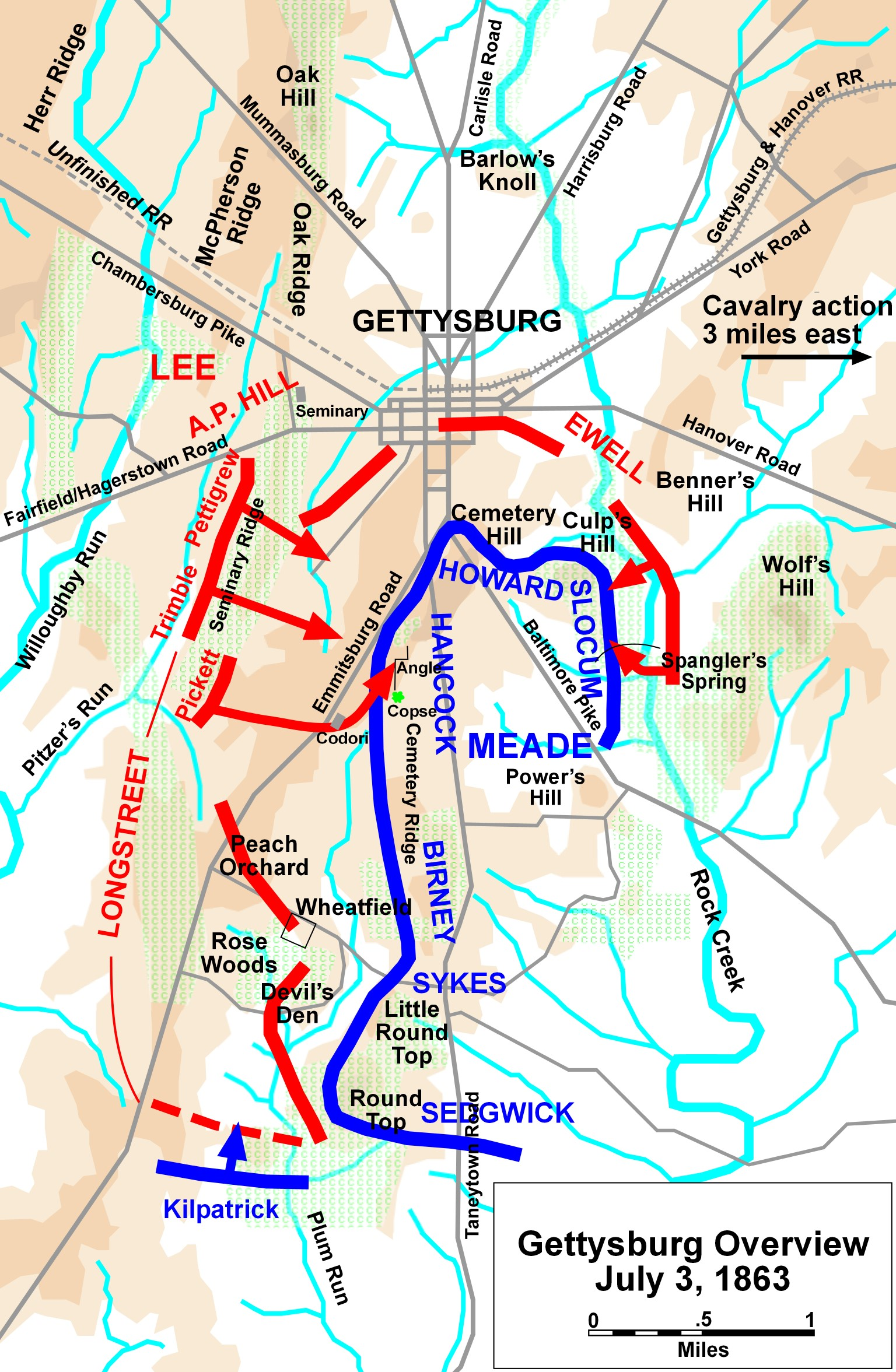

### Атака Килпатрика
Ещё утром командующий федеральной кавалерией Альфред Плезантон перебросил на левый фланг дивизию Джадсона Килпатрика, приказав ему атаковать фланг противника. Килпатрик был готов атаковать только после 15:00, и его атака почти совпала с атакой Пикетта. Наступление спешенной кавалерии бригады Мерритта было отбито, и тогда Килпатрик приказал генералу Элону Фарнсворту атаковать верхом. Фарнсворт, после ряда возражений, согласился. Эта атака была легко отражена пехотой Эвандера Лоу и Джорджа Андерсона, федеральная кавалерия понесла серьёзные потери, погиб и генерал Фарнсворт.

## Итоги
За три дня боев Северовирджинская армия потеряла более 20 000 человек. Ударные возможности войск генерала Ли были исчерпаны и возникла опасность контрудара федеральной армии. Ли отвел войска на оборонительные позиции. 4-го числа он ждал атаки армии Мида, но атаки не последовало.
Между тем и у Мида не было сил для наступления. Его армия пострадала несколько меньше армии Ли, но её боеспособность была подорвана. III и I корпуса были почти уничтожены, XI корпус потерял боеспособность. Только VI корпус был в полном порядке. В такой ситуации Мид не решился наступать. Когда Ли понял, что атаки не последует, он решил отступать. В 16:00 была отправлена первая партия раненых. Северовирджинская армия беспрепятственно дошла до Потомака и переправилась на южный берег. У Мида была возможность атаковать, но генералы посоветовали ему не рисковать. В итоге Северовирджинская армия не была уничтожена.
Под Геттисбергом погибли генералы Конфедерации: Барксдейл, Семс, Гарнетт, Армистед, Эвери, Пендер, Петтигрю и Маршалл. Были ранены Худ, Лоуренс, Джонс, Робертсон и Андерсон. Попали в плен Кемпер, Арчер и Фрай.
На поле боя было собрано 37 тысяч мушкетов, из них 24 тысячи, то есть почти две трети, были заряжены неправильно, большинство из них, десятки тысяч мушкетов были заряжены дважды, — в пылу сражения солдаты забывали выполнить тот или иной из девяти этапов процедуры перезаряжания, тем самым нарушая её последовательность, нажимали на курок — выстрела не было, из-за окружающего шума битвы и собственного аффекта они этого не замечали, после чего заряжали ещё одной порцией пороха и пулей, в результате чего от выстрела либо разрывало ствол, либо ствол забивался настолько, что оружие было непригодным для дальнейшего применения. Таким образом, реальная боевая эффективность тогдашних мушкетов раздельного заряжания, как дульнозарядных, так и казнозарядных, и вооружённой ими пехоты в целом было весьма низким, что стимулировало внедрение в войска оружия под унитарный патрон.